# Architecture et urbanisme en Chine de 1842 à 1980
L'architecture et l'urbanisme en Chine de 1842 à 1980 témoigne de l'implantation, dès le XIXe siècle, de modèles et de pratiques occidentales en architecture, sur le sol de la Chine. Les premières promotions d'architectes chinois, au début du XXe siècle, vont se saisir du style Beaux-Arts qu'on leur aura appris sur ces premiers chantiers ou lors de leurs études en Occident. Ce style Beaux Arts pratique l'éclectisme des styles historiques ou exotiques. Il domine pendant la République de Chine (1912-1949). Ce qui permet de créer un style éclectique à caractère chinois, pendant cette période, où le toit aux angles relevé revient le plus souvent. De la même façon, l'urbanisme des lilong qui se développe dans le plus grand port ouvert aux Occidentaux, Shanghai, fusionne une structure d'inspiration chinoise, l'habitation à cour, mais en l'élevant sur plusieurs niveaux avec une composition du quartier en habitat juxtaposé, d'inspiration occidentale.
Passé le seuil de 1949, les idéaux égalitaristes de la Chine sous Mao Zedong à l'égard des mal logés, vont produire très vite des cités périphériques qui offrent, dans les années 1950, les mêmes commodités pour chaque famille. Le problème auquel est confrontée la Chine étant l'accroissement de sa population, les projets initiaux, d'échelle encore humaine, doivent se plier rapidement à la nécessité d'une surélévation croissante du bâti. Avec la mise en œuvre d'éléments préfabriqués, ce sont dans les années 1950-1960 des immeubles qui s'élèvent, puis dans les années 1980 des tours, et qui se rapprocheront malheureusement en prenant encore de la hauteur, dès la fin des années 1980, avec le virage pris par la république populaire de Chine à l’époque du « socialisme de marché ».
Concernant les immeubles de prestige, un premier mouvement, au début des années 1950, voit apparaître des signes d'intérêt pour le mouvement moderne, la clarté des compositions, la rationalité des circulations. Mais ces gestes restent isolés. Pendant ce temps, le « grand frère » soviétique vient non seulement donner des conseils mais pousse aussi en avant son style national stalinien grandiloquent, et ceci dure jusqu'en 1969, jusqu'à la rupture sino-soviétique. Pendant la révolution culturelle (1966-1976), la construction est à l'arrêt.
Tout au long de ces années 1949-1966, le mouvement de découverte du patrimoine architectural national, né dans les années 1930 avec la première Histoire de l'architecture chinoise, alimente une multitude de tentatives pour proposer un style architectural moderne chinois. Mais cela conduit, presque tout naturellement, à un style hybride, où des éléments empruntés au modernisme, d'autres au classicisme ou au style Art déco, se trouvent juxtaposés à des signes qui font « chinois », comme le toit aux angles relevés dont la fonction, pour écarter les eaux de pluie, est le plus souvent utilisée avec justesse. Les nouvelles générations d'architectes sorties des universités rouvertes après 1977, auront bientôt entre les mains les traductions de Charles Jencks (1977 publication de The Language of Postmodern Architecture) et pourront se lancer à corps perdu dans l'urbanisation de la Chine avec des adjonctions post-modernes. Mais ce sera l'aventure des années 1980-1990, et au delà aussi.

## Périodes
La périodisation traditionnelle conduit à considérer comme essentielle la période jindai (1840-1949), qui contient la période dite « d'auto-renforcement » (ziqiang yundong ou yangwu yundong, 1861-1894). Pour les périodes suivantes on peut s'appuyer sur des décennies ou des évènements politiques significatifs. Les années 1910 servent, ici, assez arbitrairement, de période pendant laquelle se forment une génération d'architectes chinois qui vont signer des œuvres majeures dans les années 1920 et suivantes.

## 1842-1910

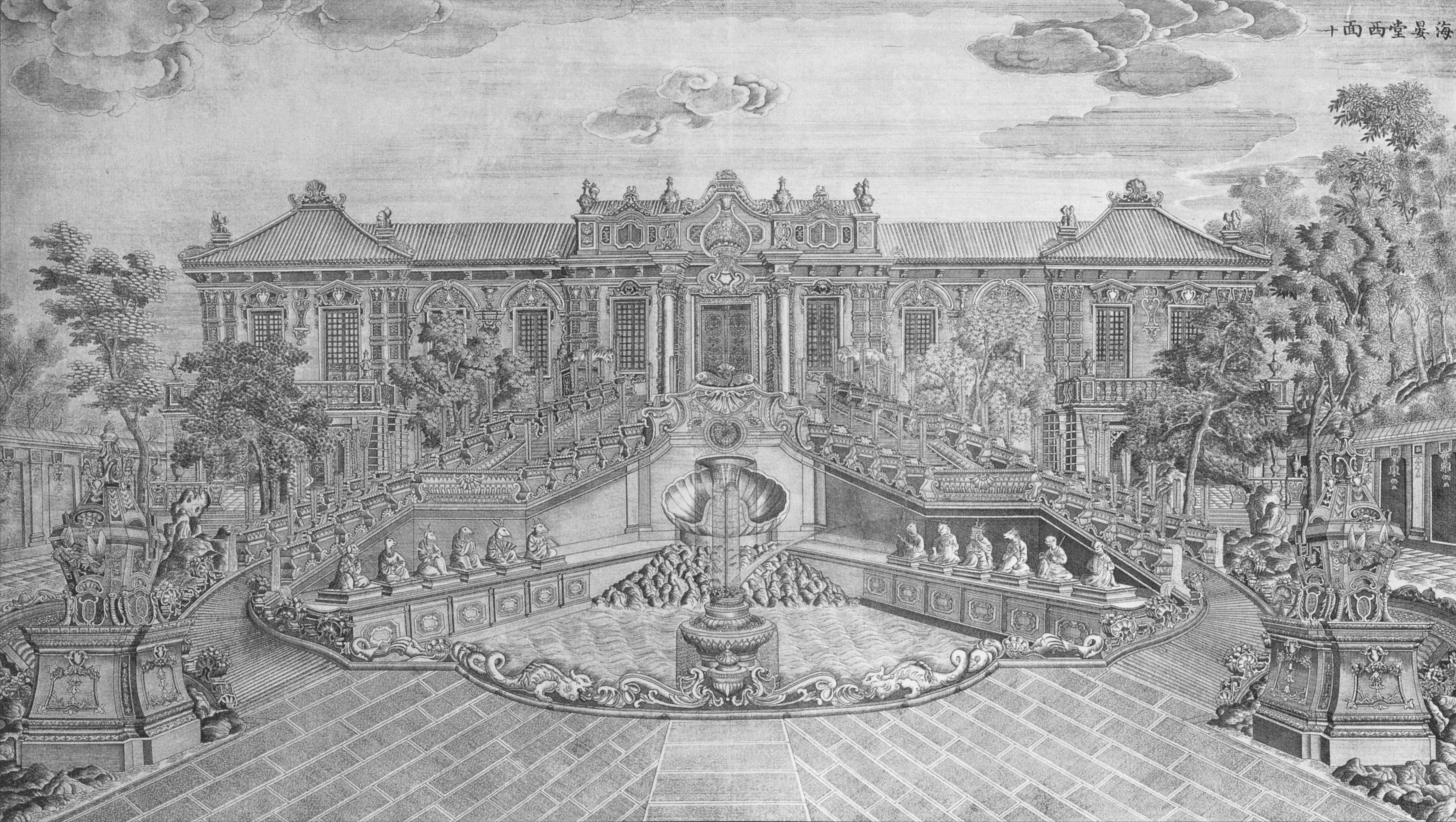
Façade du Haiyantang dans l'ensemble Xiyang Lou (occidental) de l'Ancien Palais d'Été. Gravure sur cuivre (1786).

### Comptoirs
Si l'Occident avait été accueilli, par les empereurs de la dynastie Qing, pour la construction de quelques bâtiments (le Xiyang Lou (en)) dans l'ancien Palais d'Été au XVIIIe siècle, il ne s'agissait que d'une exception réservée à l'empereur. Le saccage que commirent les troupes occidentales, en 1860, en effacèrent l'éventuelle portée. Cependant, quelques très rares exemples d'architecture occidentale se sont implantés en Chine, sur le territoire des comptoirs, aussi dénommés « factoreries ».

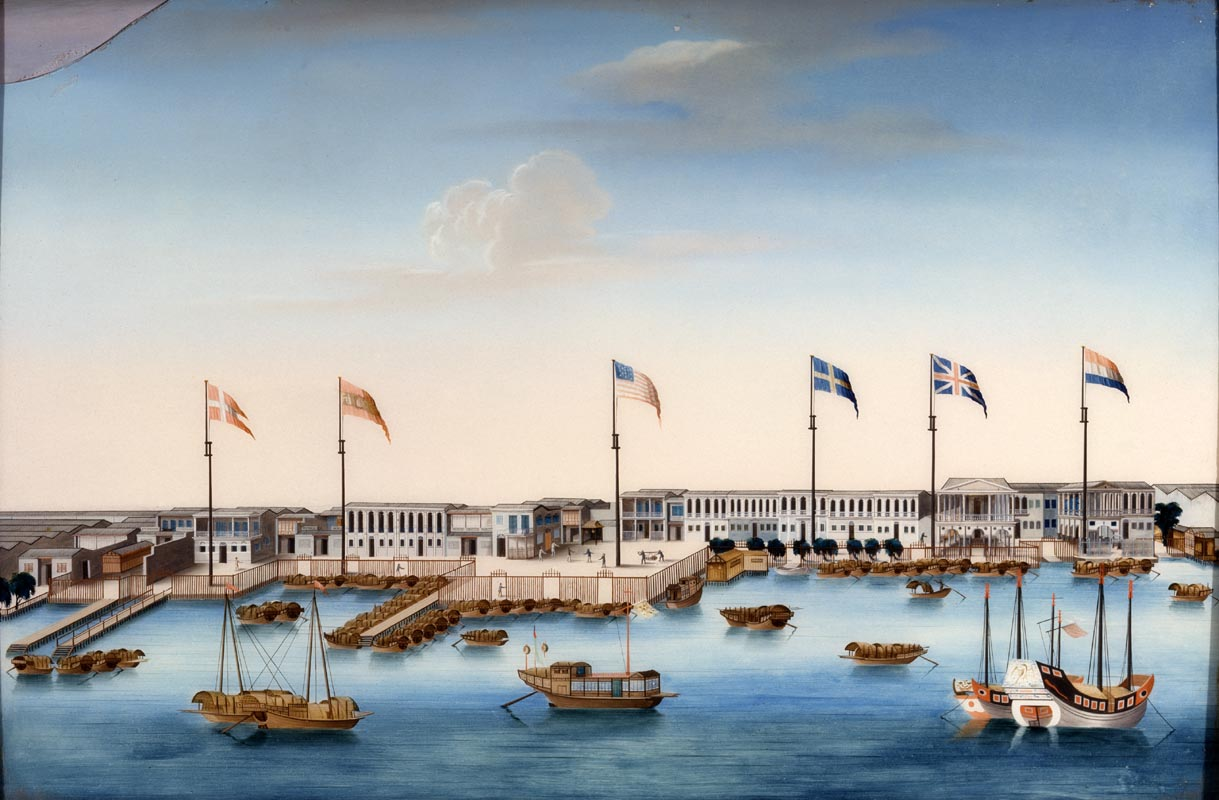
Les factories de Guangzhou (Canton). 1805. Fixé sous verre. Peabody Essex Museum
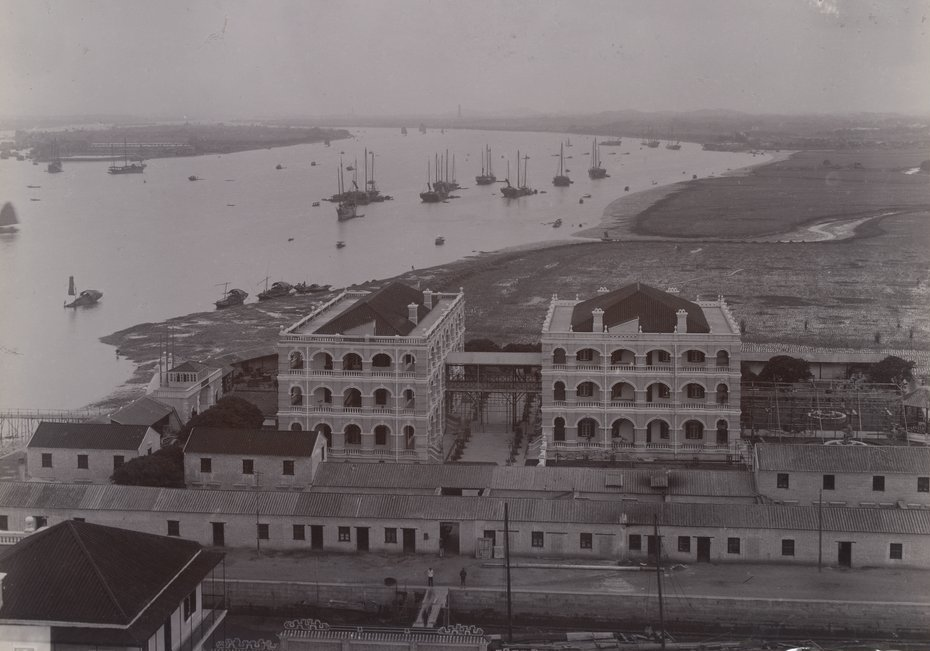
Usine de ciment. Purnell and Paget architectes[N 1], en 1907. Guangzhou. Épreuve gélatino-argentique. State Library, Melbourne, Victoria
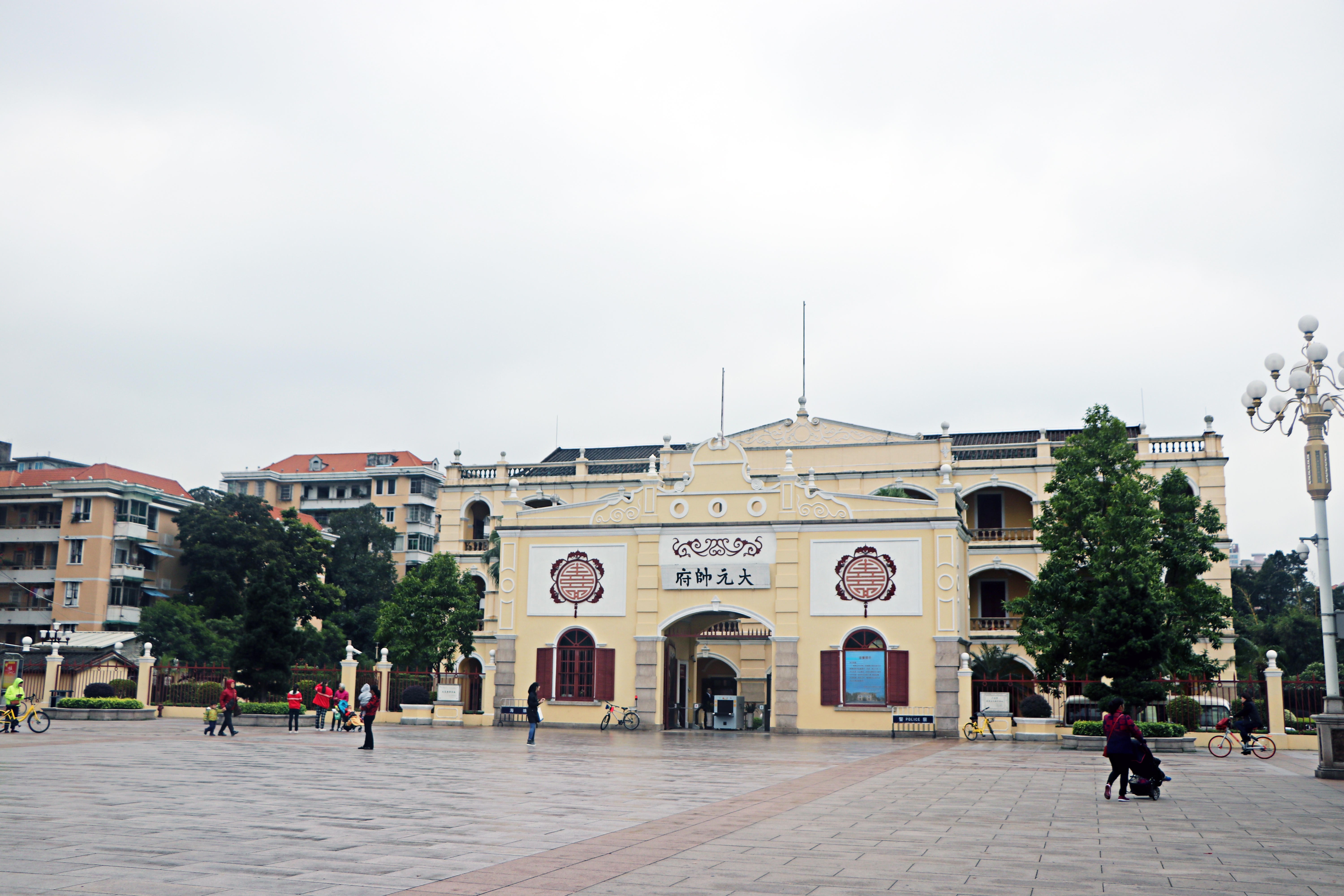
Anciennes usines de ciment jusqu'en 1907, actuel musée Sun Yat-sen[N 2]. Guangzhou

Emblématiques de ce qui s'est construit en se distinguant de l'architecture chinoise traditionnelle, les Treize factoreries de Guangzhou (Canton) remontent au XVIIIe siècle. Ce sont des bâtiments à deux niveaux au-dessus du sol, le rez-de-chaussée étant relativement fermé, l'étage, par contre, largement ouvert par des baies à arcades, ou, en ce qui concerne la Maison du Royaume-Uni et celle des Pays-Bas, par un frontispice à colonnes et fronton, néo-classiques. On y a appliqué les leçons des écoles d'architecture. Dans cet enseignement, l'architecture néo-classique convenait à un type de commande, correspondant aux signes du prestige. Les autres bâtiments s'en distinguent par ces baies à arcades. On peut y voir aussi une variante, avec des baies à arcades plus hautes pour un climat plus chaud, de ce qui est illustré dans l'ouvrage de Jean-Nicolas-Louis Durand, Précis des leçons d'architecture (Paris 1802-05 ; rééd. en 1817), dans ses « combinaisons verticales de colonnes, d'arcades et de croisées ». Cet enseignement reflétait ce qui se faisait dans les cercles des architectes d'alors et que l'on a qualifié, ensuite, d'« académisme ». Dans ce type de démarche se manifeste la prise de conscience de la diversité historique et géographique des formes architecturales. C'est ce qui entraine, en fait, la dissolution de l'idéal classique comme unique référent, et qui ouvre les trois voies entre lesquelles les architectes ne cesseront d'hésiter au XIXe siècle: rigueur archéologique, rationalisme et éclectisme. Ces trois catégories de styles architecturaux vont ainsi se retrouver implantées en Chine jusqu'au milieu du XXe siècle.

### Seconde vague d'architecture occidentale

#### Implantation de modèles occidentaux
En 1842, la Chine avait été contrainte de signer (fin de la première guerre de l'opium) le traité de Nankin, premier des traités inégaux, l'Empire cédait Hong Kong aux Britanniques, tout en concédant l'ouverture de cinq ports au commerce international. Dès l'ouverture des ports des entreprises d'architecture s'y installèrent. Elles étaient 43 en 1911, avec au moins une centaine d'architectes étrangers. Ces entreprises ont travaillé pour produire une architecture occidentale pour occidentaux. Elles ont fondé des associations professionnelles et promues le développement professionnel d'architectes locaux - lesquels ont souvent étudié l'architecture en Occident. Elles ont établi des règles de construction et ont régulé le marché de la construction. À Guangzhou, l'ancienne usine de ciment réalisée pour le gouvernement chinois vers 1907, reprend ainsi une composition néo-baroque italienne à galerie pourtournante, ouverte par de grandes baies surbaissées, et des éléments ornementaux baroques. C'est un exemple caractéristique du style Beaux-Arts, éclectique, largement pratiqué à l'époque et jusqu'aux années 1940 en Chine.

#### Lilongs
Shanghai habitat populaire : en mars 1854, l'empire chinois a signé un accord avec les Européens présents dans les concessions leur demandant de construire rapidement de nombreux logements, une grande partie de la ville ayant été détruite par une révolte. Ces nouveaux quartiers ont ainsi été réalisés, au départ, avec des techniques de construction chinoises (disposition des pièces, présence d'une cour, éléments de décor) mais sur un modèle de quartier occidental (dont la promiscuité et l'étroitesse des rues correspondent à un besoin de rationaliser l'espace, pour construire beaucoup et à moindre coût). Dans les années 1860, ces quartiers accueillaient tous les nouveaux arrivants, compradores, familles d'ouvriers travaillant pour une même usine, réfugiés, et plus tard, les nouvelles classes moyennes shanghaiennes. En s'occidentalisant, avec la venue des étrangers, les conditions sanitaires se sont transformées. Mais la venue constante de nouveaux flux a fini par engorger le système. En 1949 leur construction fut stoppée.
La surpopulation des mal-logés dans les anciens centres-villes a poussé le gouvernement communiste à favoriser la surélévation des anciennes structures, jusqu'à quatre étages, avec des risques. L'effort s'est surtout porté sur la construction de nouveaux quartiers en périphérie, desservis par des bus, à Shanghai les xincun. Mais la révolution culturelle (1966-1976) va interrompre toute la construction. Elle ne reprendra qu'après 1982, toujours plus loin, en périphérie.
Certains lilong ont fait l'objet, avant 2020, d'une restauration soignée, comme la Cité Bourgogne, devenue un quartier d'activités artistiques contemporaines. D'autres, comme Tianzifang, lui aussi dans Huangpu, sur le territoire de l'ancienne concession anglaise, sont devenus très touristiques avec peu de remaniements. Enfin, Xintiandi a « bénéficié » d'une remise à neuf pour urbains aisés.
Le principe du lilong fut adapté dans d'autres villes, comme à Wuhan, une ville très cosmopolite aussi, où ce type d'habitat subsiste encore en 2020 dans les villes de Hankou et Wushang, absorbées aujourd'hui par leur géante voisine.

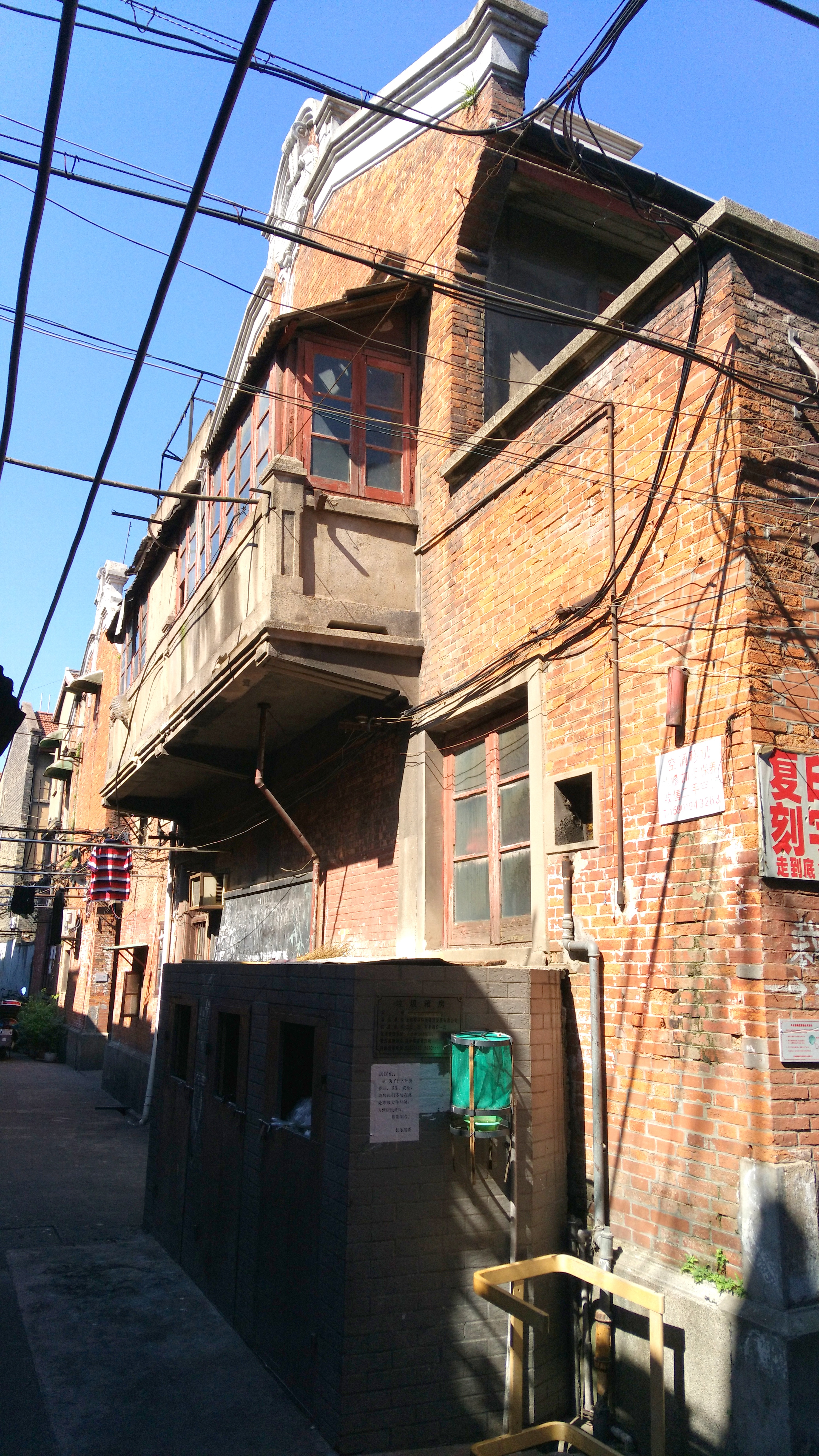
Angle. Oriel d'habitation, derrière le mur: sa cour avant. Lilong. District de Jing'an. Shanghai
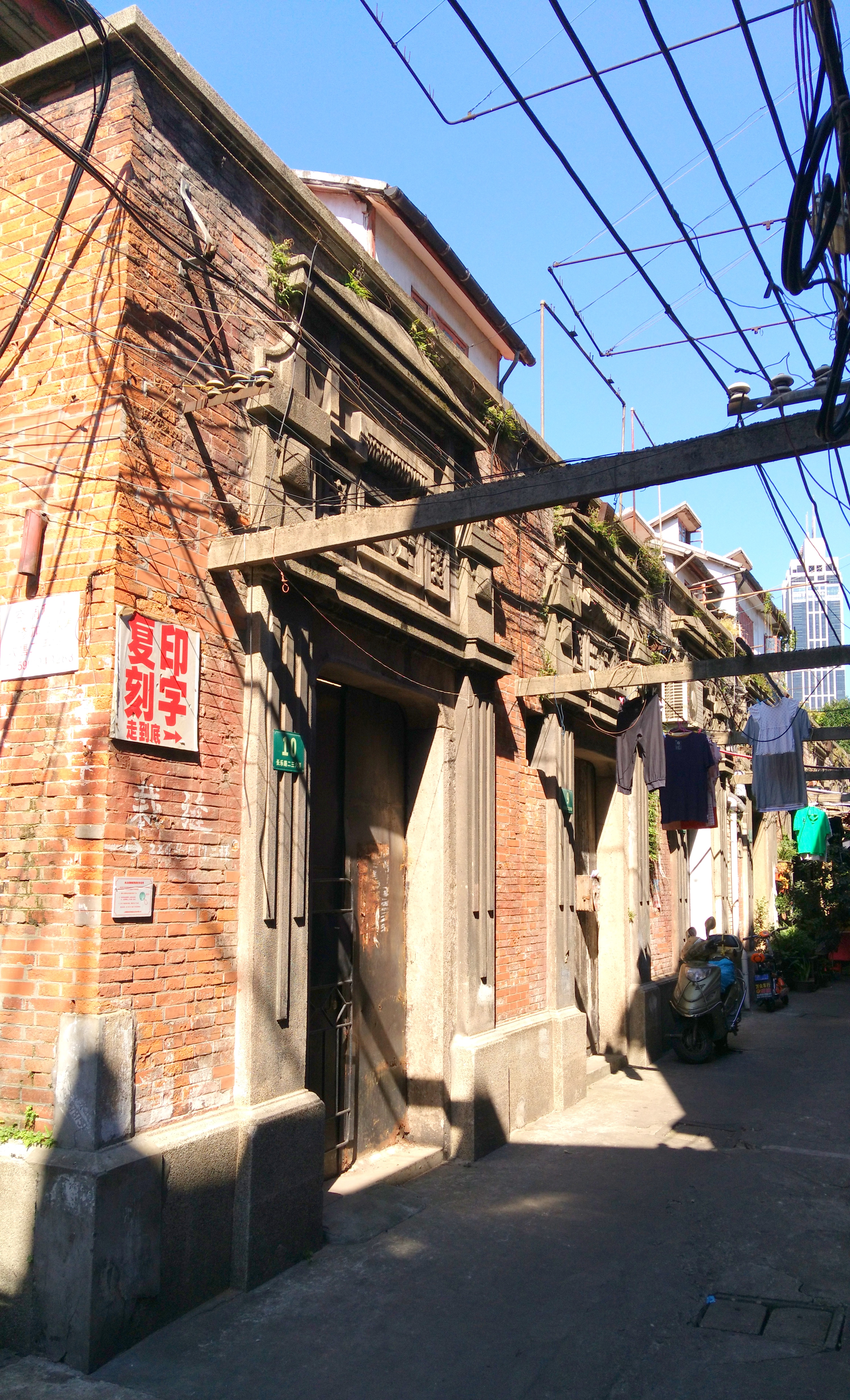
Angle et alignement des portes desservant les petites cours avant. Lilong. 2015
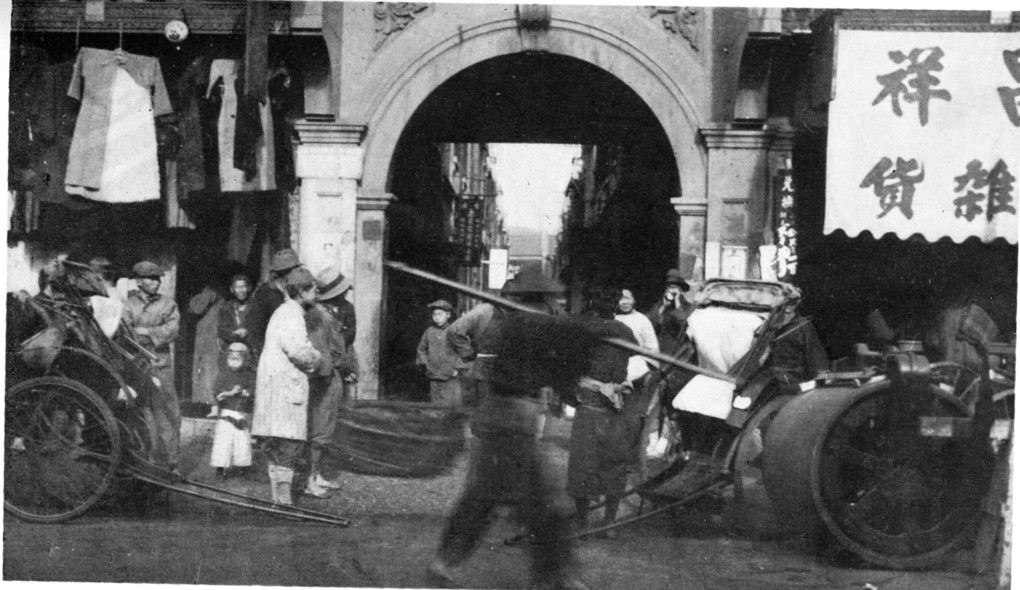
Porte d'un lilong au début du XXe siècle, Shanghai
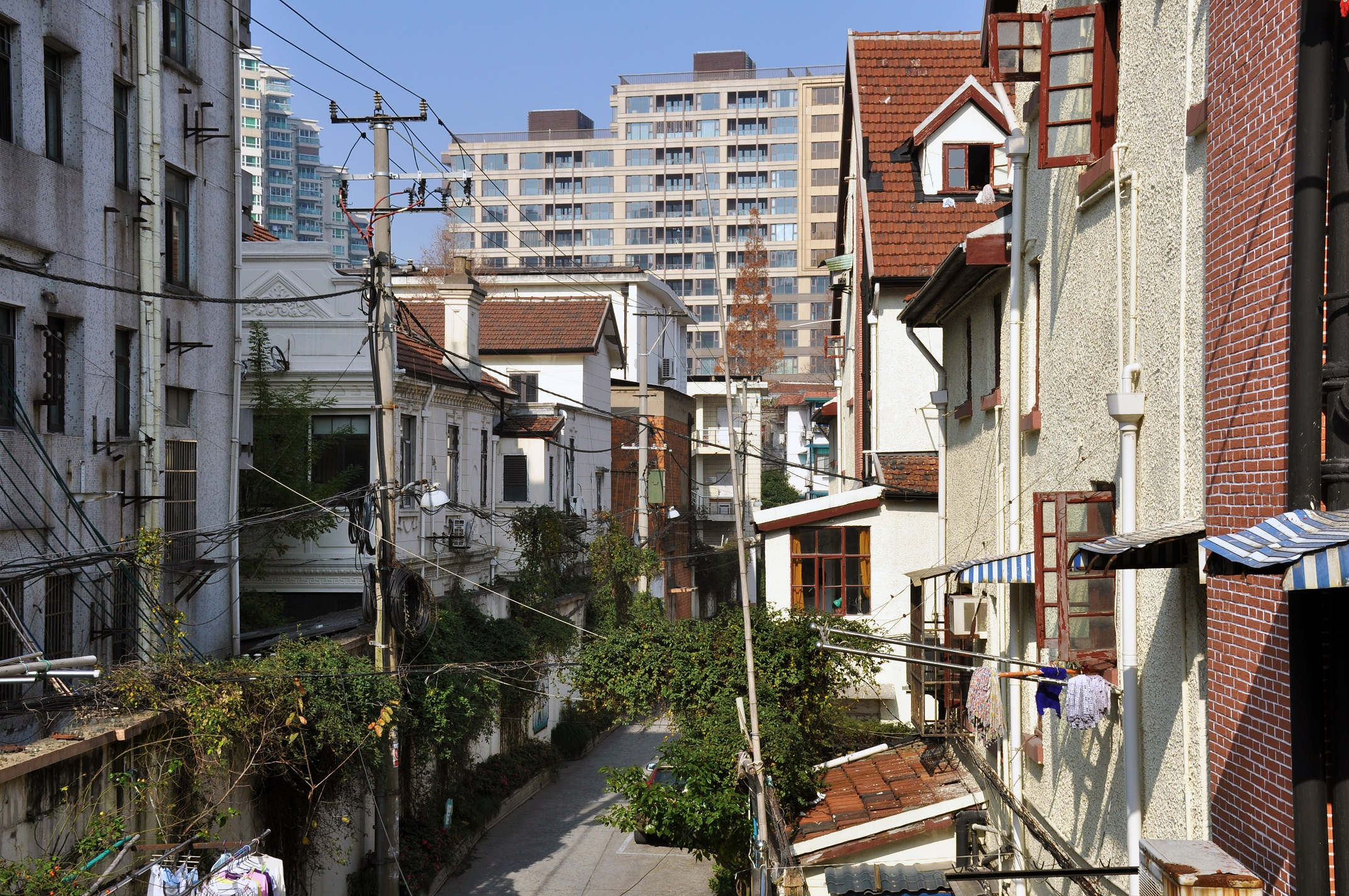
Un lilong (里弄) daté 1912. Ruelle 532, Yuyuan Road, Jing'an District, Liulin Villa, New Style Lane
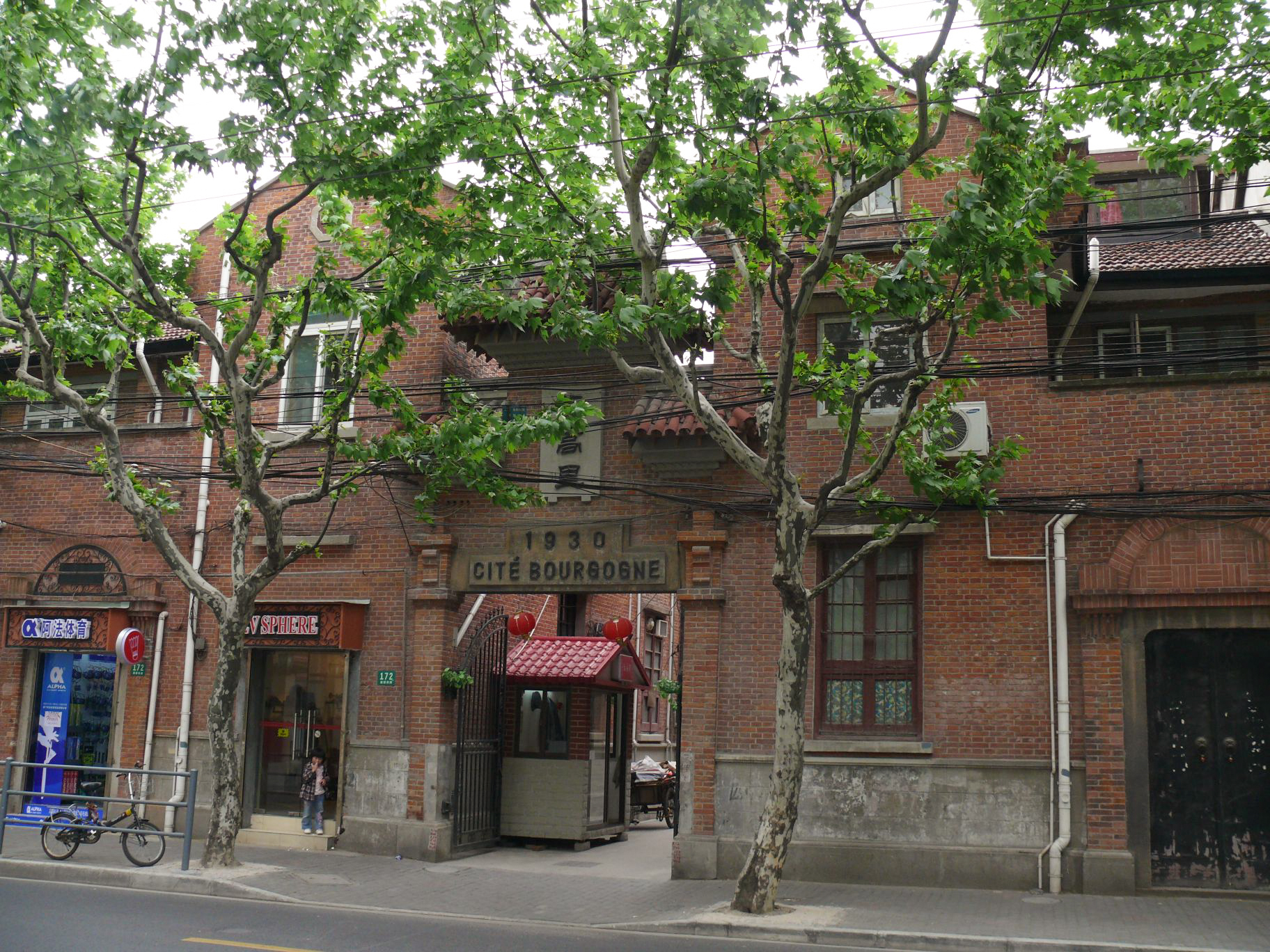
Cité Bourgogne, un lilong, 1930. District de Luwan, Shanghai 2010
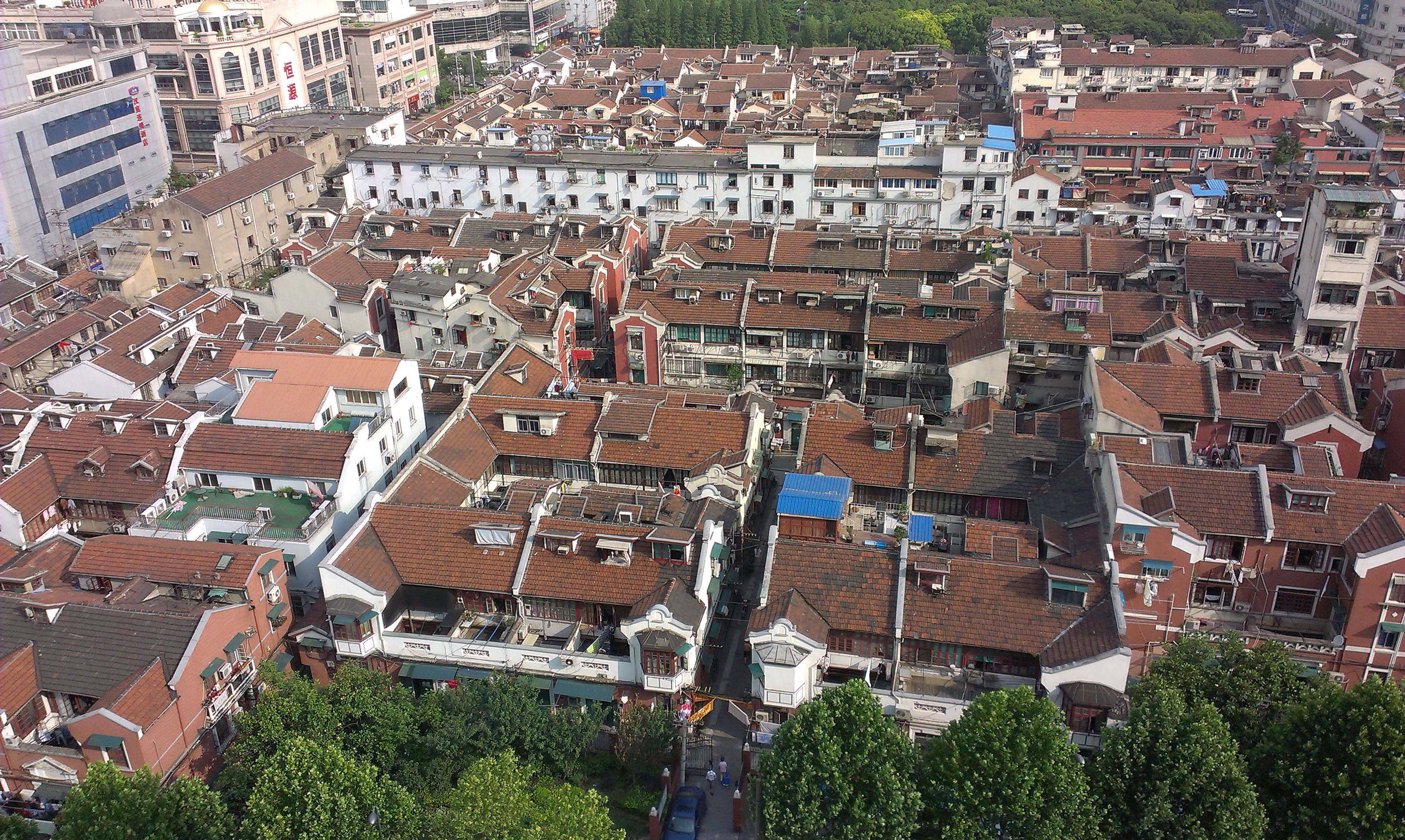
Le quartier Huangpu[N 3] (Shanghai) aux nombreux lilong. 2014
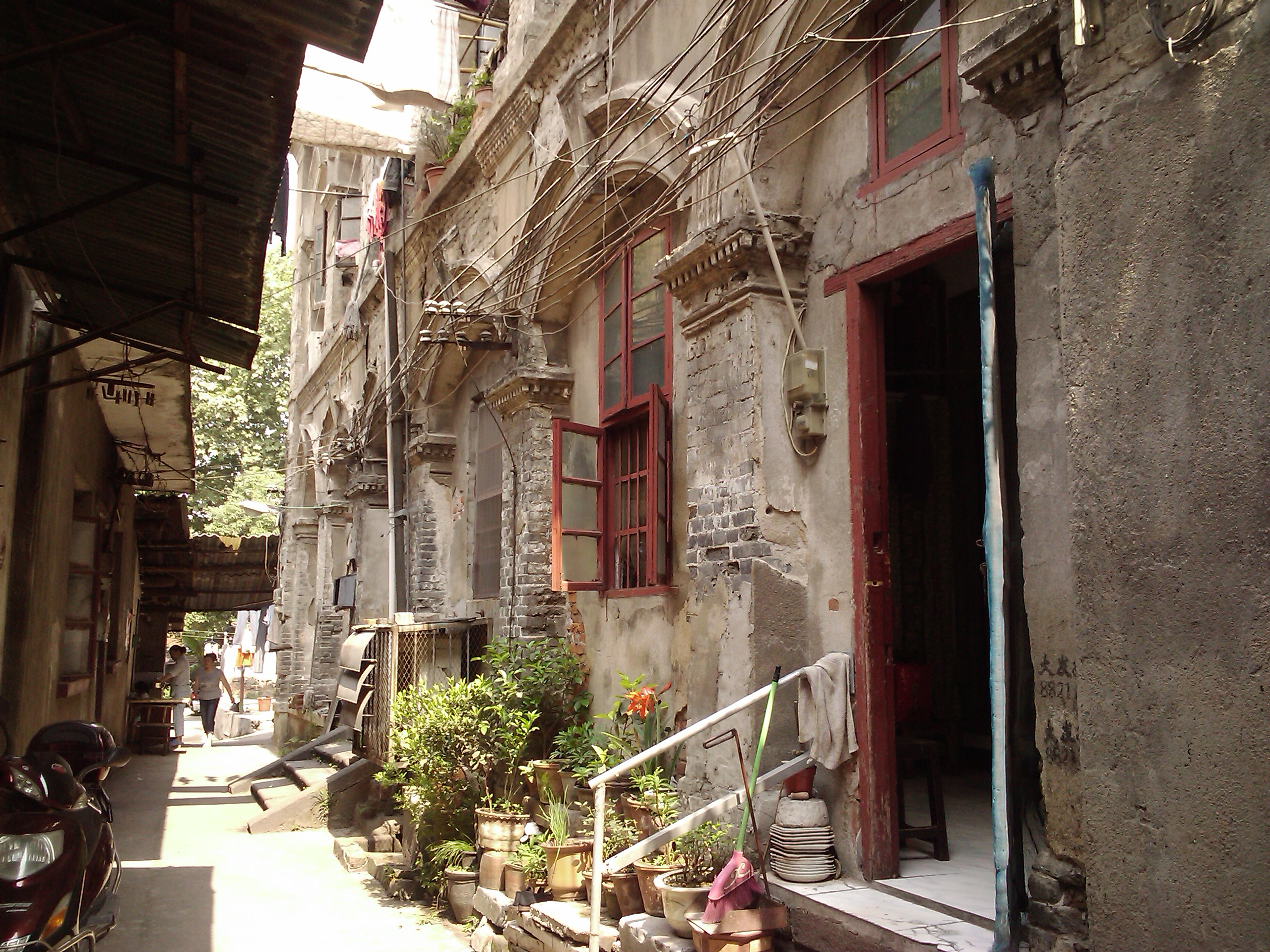
Ancienne maison paroissiale suédoise. District de Wuchang. Wuhan 2011
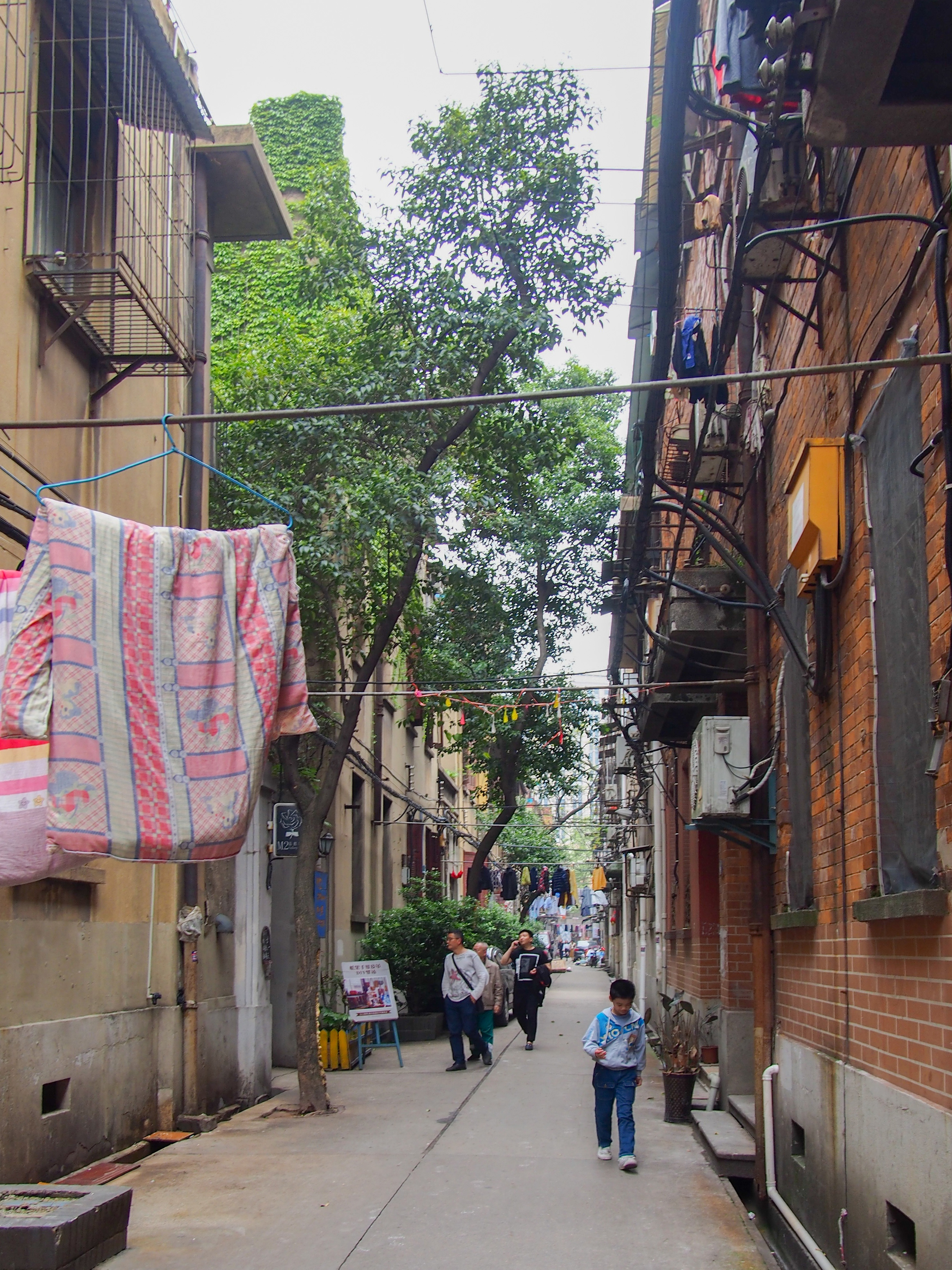
Jianghan Community. Ruelle de type lilong: District de Jiang'an, Hankou, Wuhan, 2016

## 1910-1949

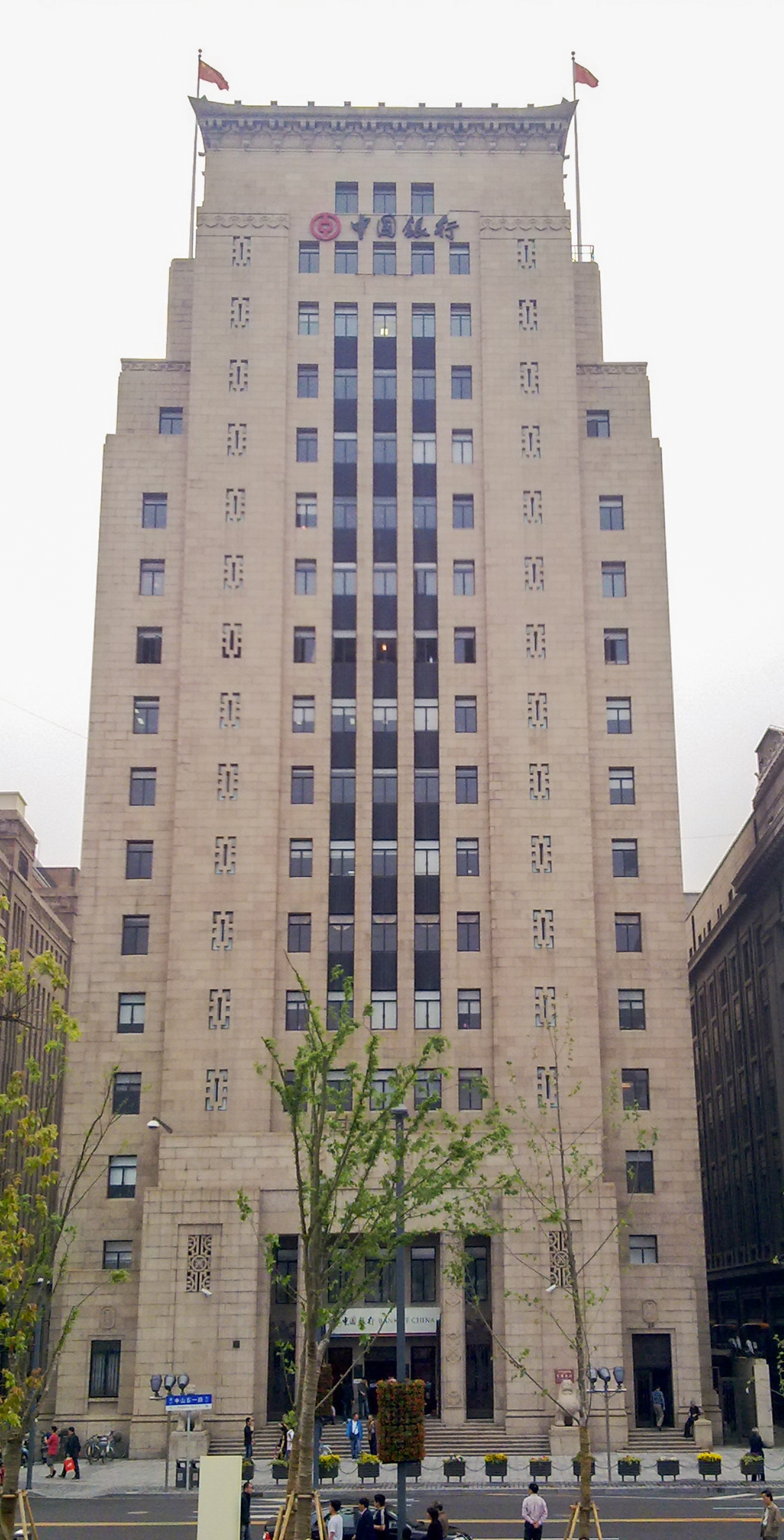
Banque de la Chine, 1936. Bund (Shanghai). Architectes Turner & Palmer et Lu Qianshou

### Premier marché de l'immobilier à Shanghai
Ce qui caractérise cette période c'est l'emballement assez rapide de la construction immobilière, pour une population assez aisée, dans le plus grand port de Chine tourné vers l'Occident, Shanghai. L'initiative est alors dans les mains de quelques grandes entreprises occidentales.

Le cas précis de l'entreprise de Shanghai, Brandt & Rodgers, a été précisément étudié. William Brandt était né à Hong Kong vers 1880. Il obtint sa formation d'architecte à Londres à l' Architectural Society puis retourna à Shanghai, fonder son entreprise aux alentours de 1900. Son associé, avocat américain, supervisait le travail des juristes chinois engagés. Tandis que Brandt supervisait le côté "architecture" avec des dessinateurs industriels chinois. Tous deux bénéficiaient des services de deux compradores (maiban). Les clients achetaient le terrain sur leurs conseils, et eux se chargeaient du type de construction le plus rentable. Ils réalisèrent ainsi le type de service qui allait être désiré par des générations de chinois, et qui transformaient complètement les coutumes locales. Ce fut bientôt, avec l'arrivée de la voiture et son garage, la possibilité de l'immeuble divisé en appartements, avec ses commodités. Puis, à la fin des années 1920, la hauteur de cet appartement, comme signe de prestige.

Entre-temps, les entreprises chinoises commençaient à s'organiser. Au début, tous les matériaux venaient d'Amérique, et jusqu'en 1916 on pouvait construire des villas « dans le style américain le plus moderne » avec matériaux (en bois) et outillage, directement importés des USA. En 1911, la Shanghai Society of Enginers avait établi un comité de recherche sur le béton. En 1924, huit société chinoises maîtrisaient la construction en béton armé. le bombardement japonais de 1932 fit souffrir le marché de l'immobilier. Avec un argent rare et la baisse des loyers, les temps n'étaient plus à des constructions neuves. À la fin des années 1930, la bulle immobilière éclatait. Dans cette affaire, il s'était surtout agit de jeux d'investissements, où la question du style était restée très secondaire.

### Architectes chinois et styles. Quête du style national
Il fallut attendre le début du XXe siècle pour que l’architecture puisse être envisagée, par les Chinois, comme une pratique nécessairement réservée à un corps de métier spécialisé (formé à l’étranger au début du XXe siècle) qui réalisèrent des constructions d’un type non-chinois, l’architecture moderne en béton, acier et verre.
L’architecture leur est apparue depuis le point de vue occidental, celui du « style Beaux-Arts », éclectisme qui assemble des éléments de style chinois (dont le toit aux angles relevés) et « exotique » (à frises géométriques).
En 1925, la Chine participe à l'Exposition internationale des Arts décoratifs et industriels modernes, à Paris. Liu Jipiao, qui avait ses études à Lyon et à Paris, réalise la décoration de la salle chinoise. En 1929, à Hangzh, lors d'une autre exposition en vue de développer l'industrie nationale, il manifeste son idée d'une architecture artistique, un mélange de « style chinois » et de décors géométriques « fin de siècle ».
En 1929, dans le cadre du Plan du Grand Shanghai, reflet des idées de Chiang Kai-Shek, un stade devait marquer les nouvelles valeurs de la Chine moderne et internationale. En 1934 le stade Jiangwan est signé par Dong Dayou, architecte issu de la tradition américaine du style Beaux-Arts. L'éclectisme occupe toute la façade, qui juxtapose dans un curieux contraste, des arches néo-romanes massives et de délicats ornements désignés style néo-Ming.
Le mouvement Art Déco (1910-30) va réduire toute accumulation décorative à quelques éléments très stylisés, dans un effet général qui renforce la verticalité par des décrochements rythmiques et de grands effets de symétrie. L'ensemble conservé du Bund (Shanghai) témoigne de cette époque. En 1939, dernier à être bâti sur le Bund, le gratte-ciel de la Banque de Chine, qui s'élève sur 15 niveaux, est le plus haut. Il est aussi le plus manifestement Art déco. Les différents rythmes des fenêtres, le jeu des verticales, le motif du caractère chinois pour la «longévité» en frise verticale : toute la symétrie de la façade s'ordonne depuis la porte monumentale, au décor sobre. La couverture fait un rappel discret au toit des pagodes.
Le mouvement moderne, des années 1920, pénètre en Chine après 1930. Certains architectes, les premiers historiens chinois de l'architecture, se sont penchés avec intérêt sur leur propre patrimoine dès les années 1930, et ont pu témoigner des monuments disparus pendant la guerre en enseignant eux-mêmes l’architecture ensuite. Ce furent le cas de Liang Sicheng et de son épouse, Lin Huiyin dont les travaux et l'enseignement ont eu un écho jusqu'à aujourd'hui.

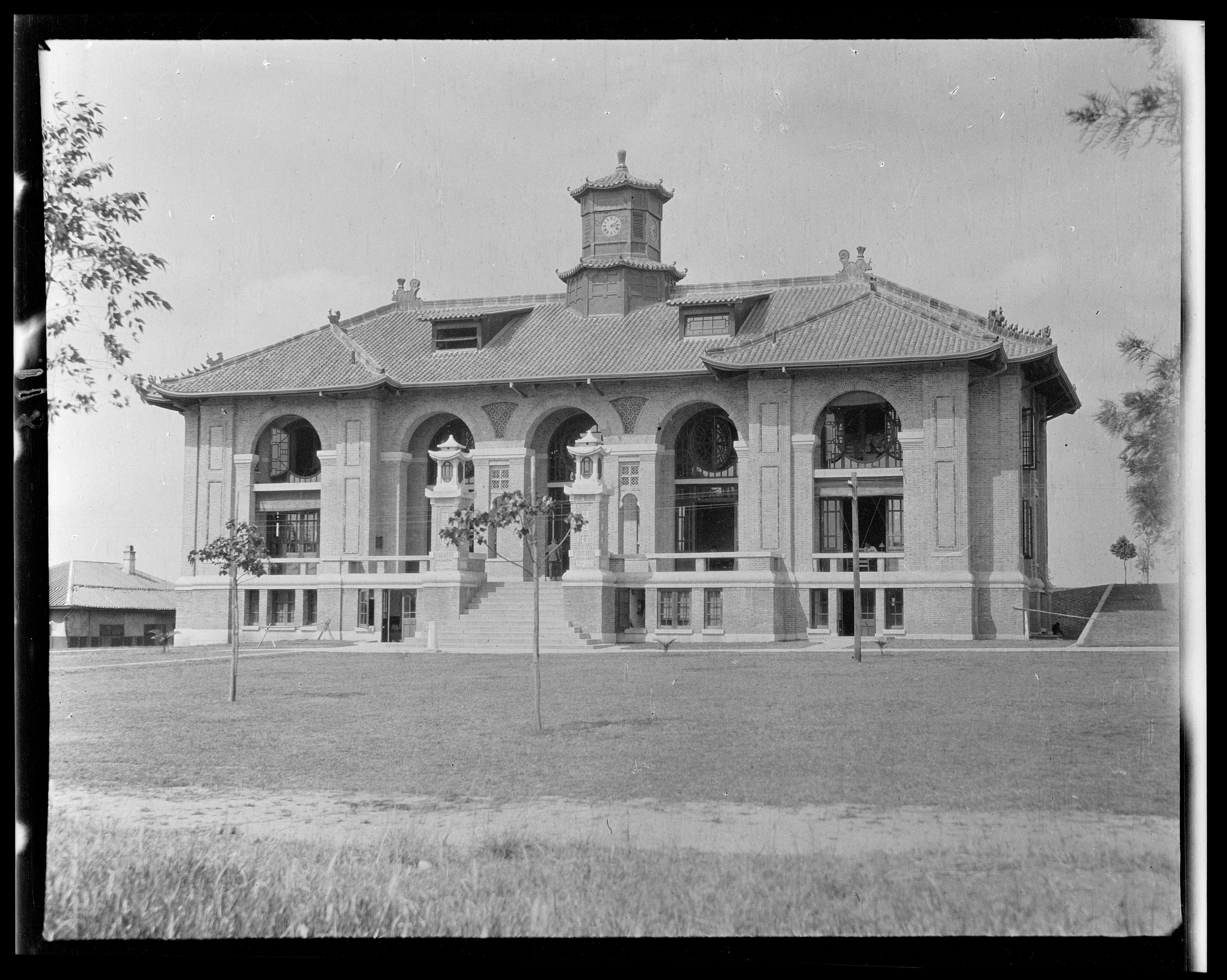
Grand hall de l'école chrétienne de la région du Lingnan, 1917-19. Guangzhou. Style éclectique chinois
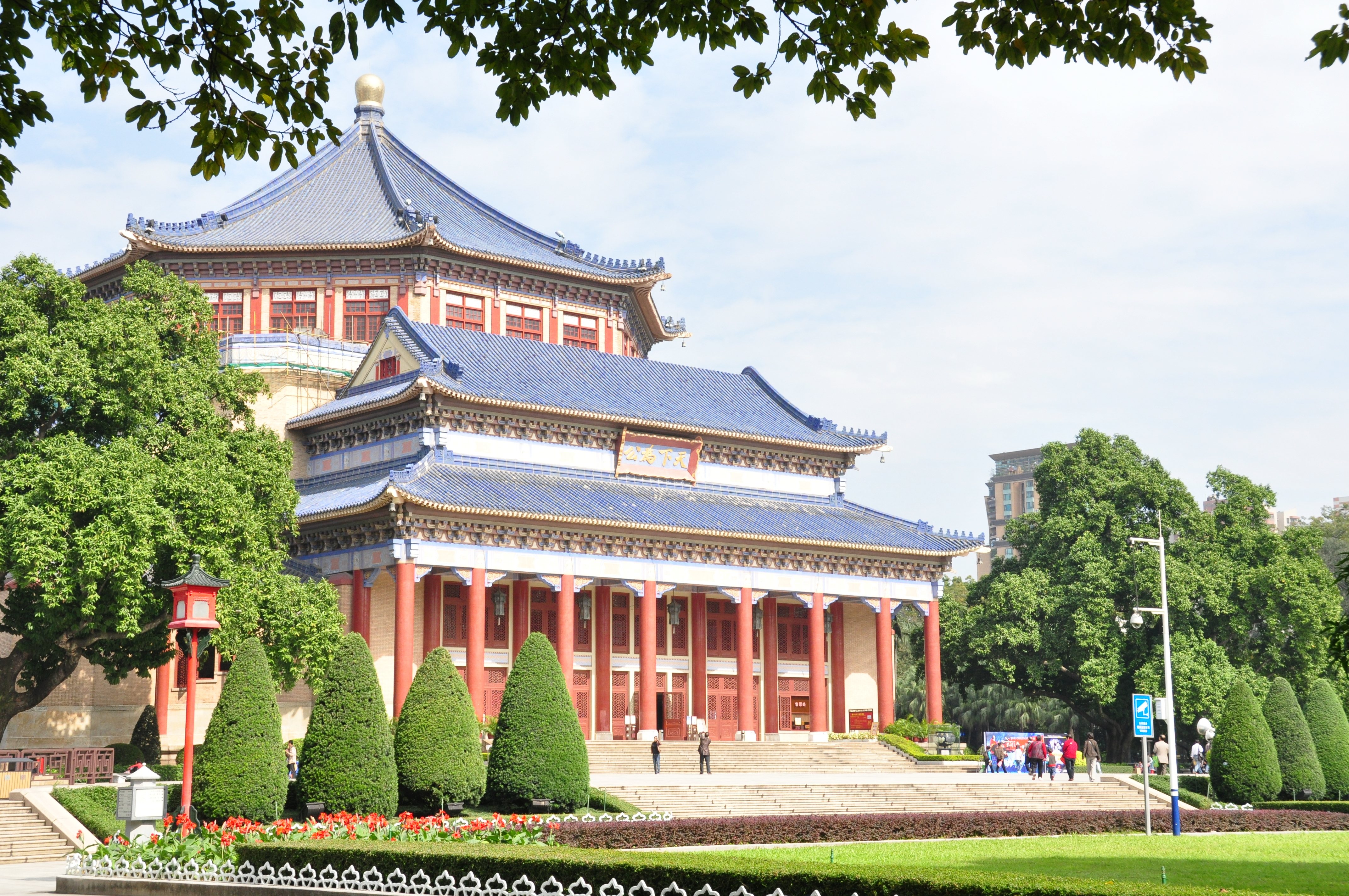
Auditorium commémoratif de Sun Yat Sen, Guangzhou. Architecte Lü Yanzhi. Extérieur (1926-1931)
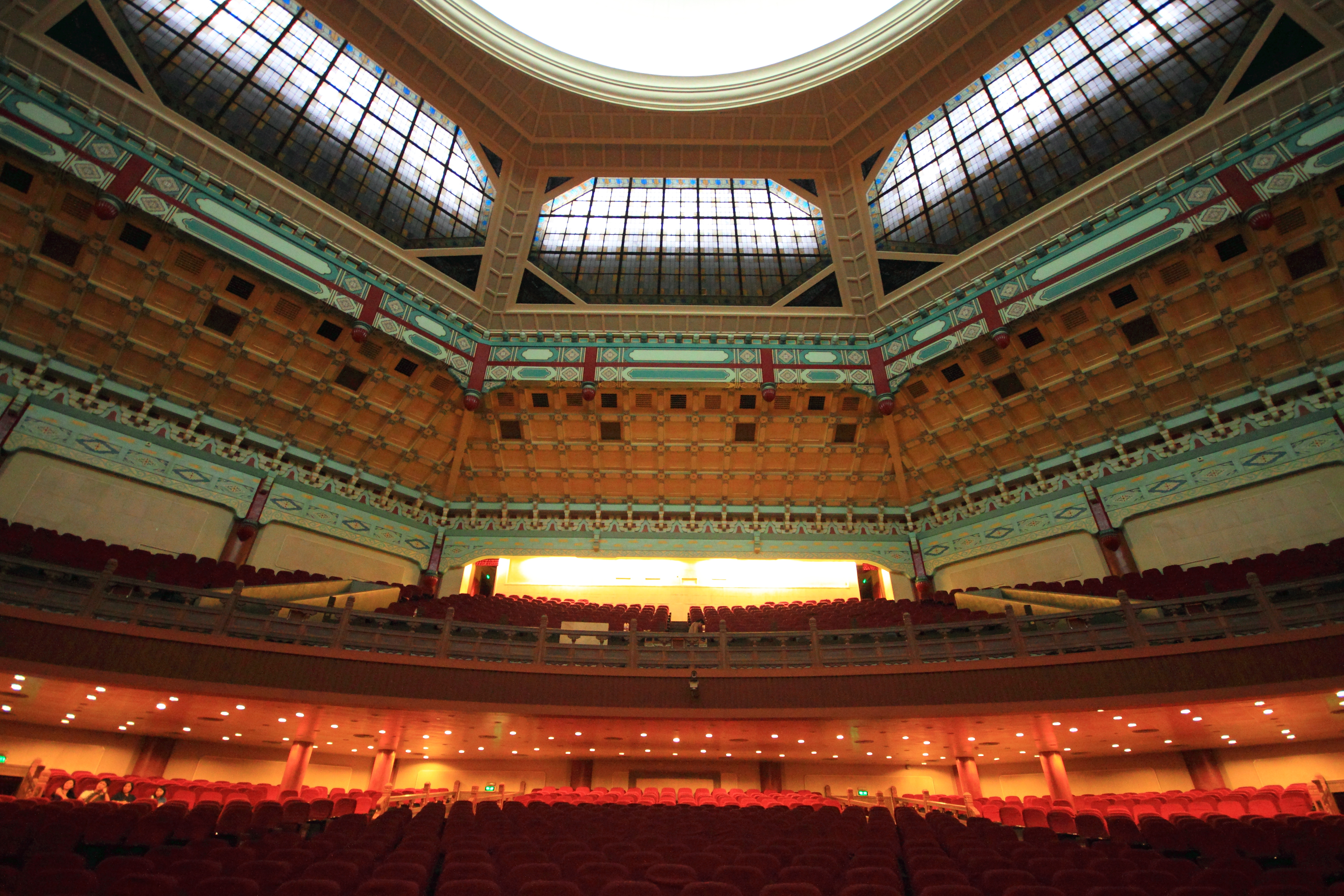
Auditorium commémoratif de Sun Yat Sen, Guangzhou. Architecte Lü Yanzhi. Intérieur (1926-1931)
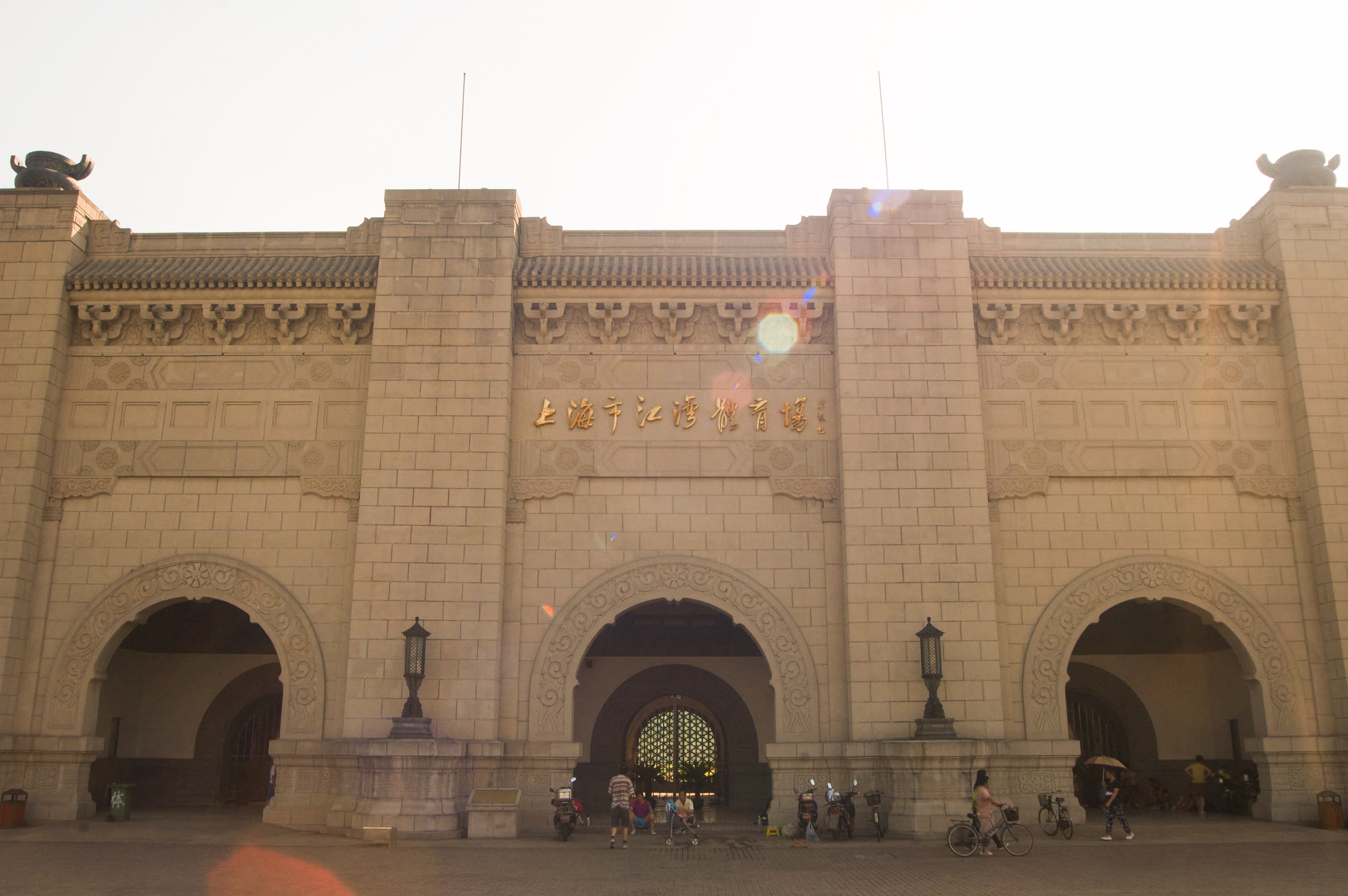
Stade Jiangwan, Shanghai, 1934. Architecte Dong Dayou
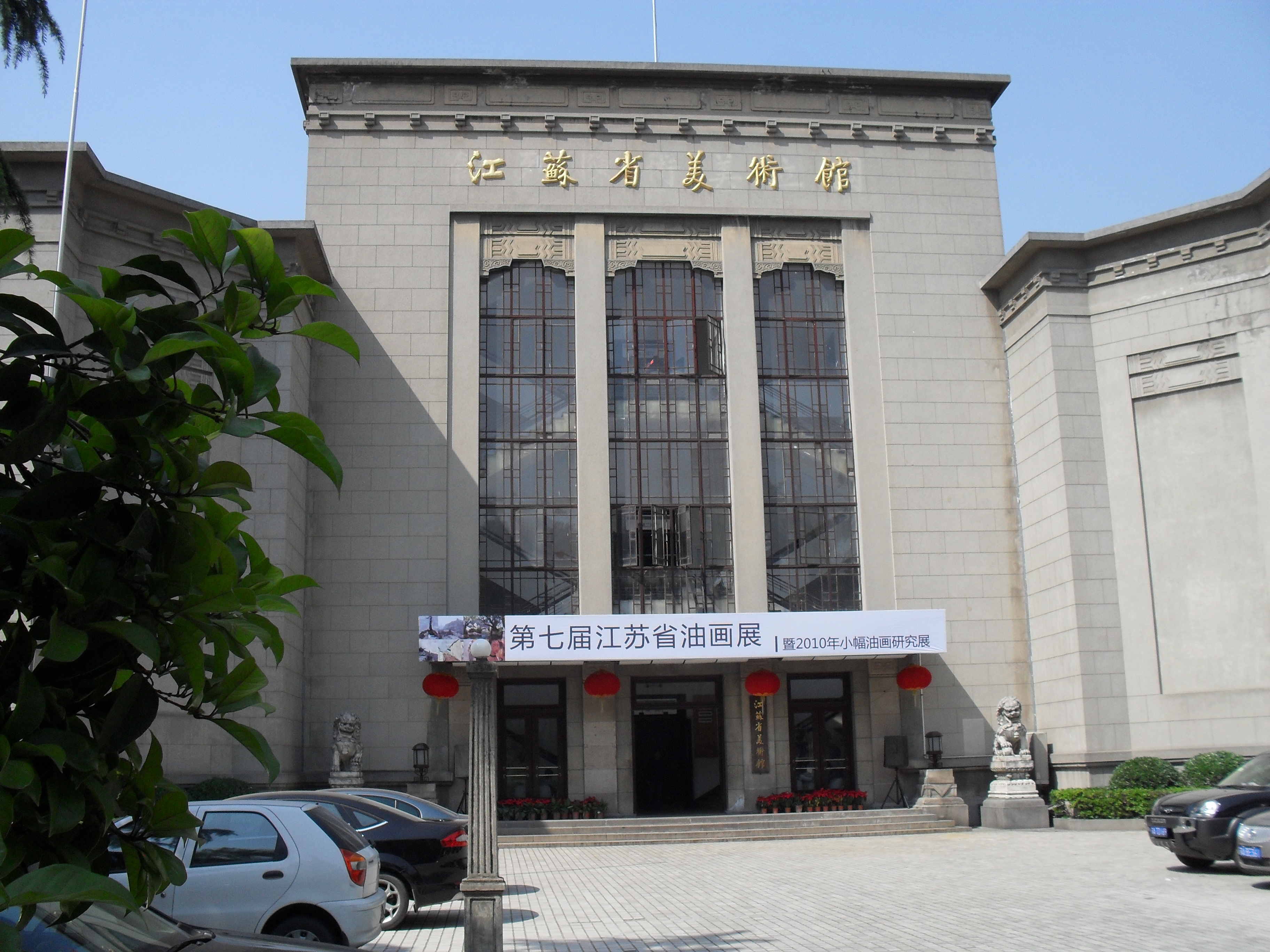
Jiangsu Provincial Art Museum, 1936, Nanjing. Architecte: Xi Fuquan. Influence du courant Art Déco

## 1949-1978

### Un modernisme rare
Sur quelques projets du début des années 1950 l'architecture moderne, surtout celle du Bauhaus se manifeste clairement comme La référence. Le bâtiment Wenyuan (1953-54) de l'université Tongji, à Shanghai, témoigne clairement d'une compréhension des bâtiments du Bauhaus (Dessau). Ils ont été réalisés par Huang Yulin, un jeune enseignant de vingt sept ans. Mais dès 1954 ce type de référence était décriée par les soviétiques. L'Hôtel de la paix (Heping fandian) réalisé par Yang Tingbao, juste achevé, était déjà un contre-modèle. Cet architecte formé, comme Liang Sicheng, aux États Unis, avait conçu des bâtiments alliant divers styles, depuis le style Beaux-Arts jusqu'au style traditionnel chinois. Mais il s'avère qu'il appréciait aussi Mies van der Rohe et Walter Gropius. L'hôtel en question, en forme de boîte, a été l'un des rares bâtiments relevant du mouvement moderne à Pékin, à cette époque. L'architecte chinois francophone Léon Hoa en trouve l'organisation de la circulation particulièrement réussie.

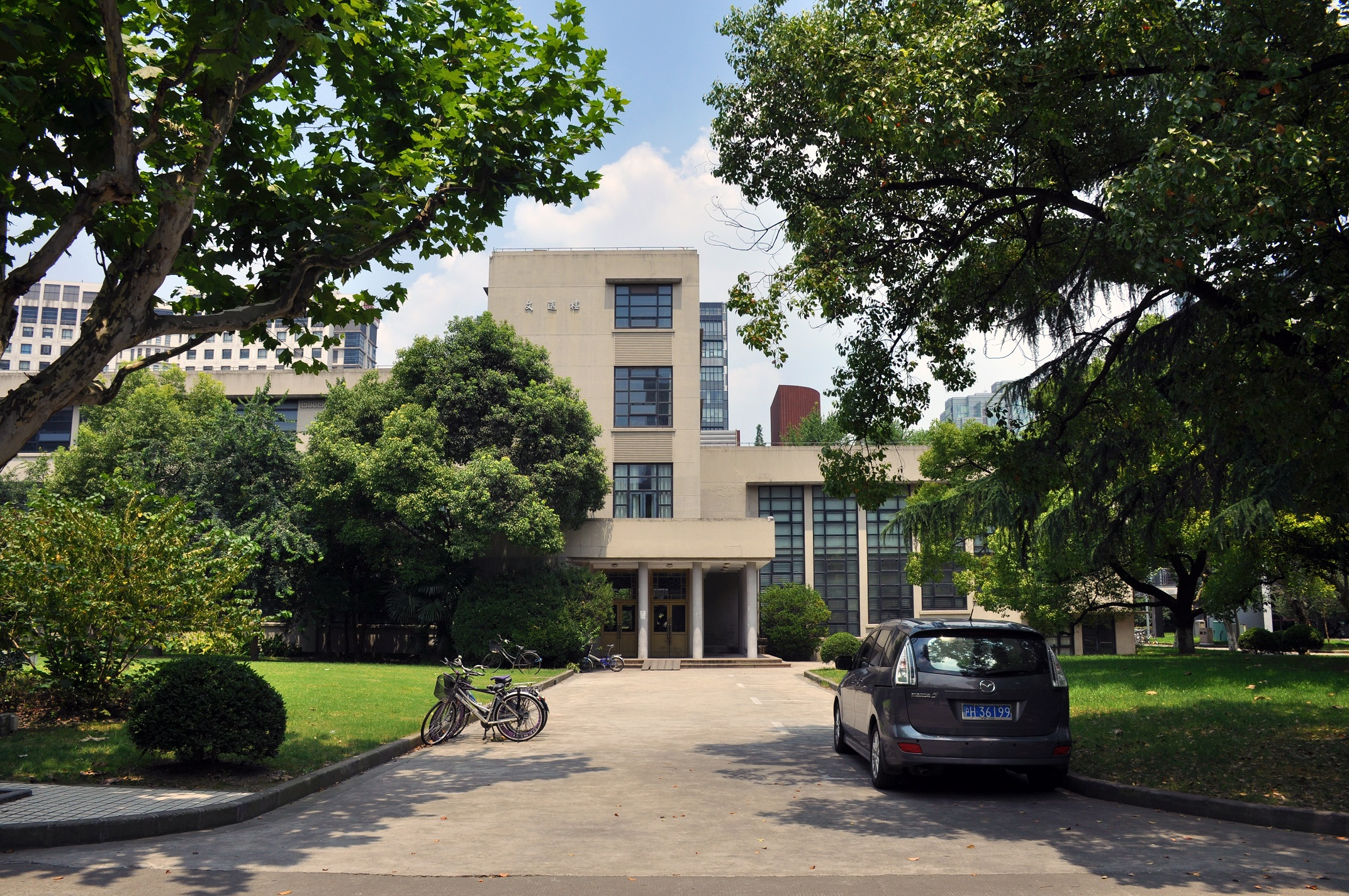
Bâtiment Wenyuan (1953-54) de l'université Tongji, Shanghai. Architecte Huang Yulin[N 4]
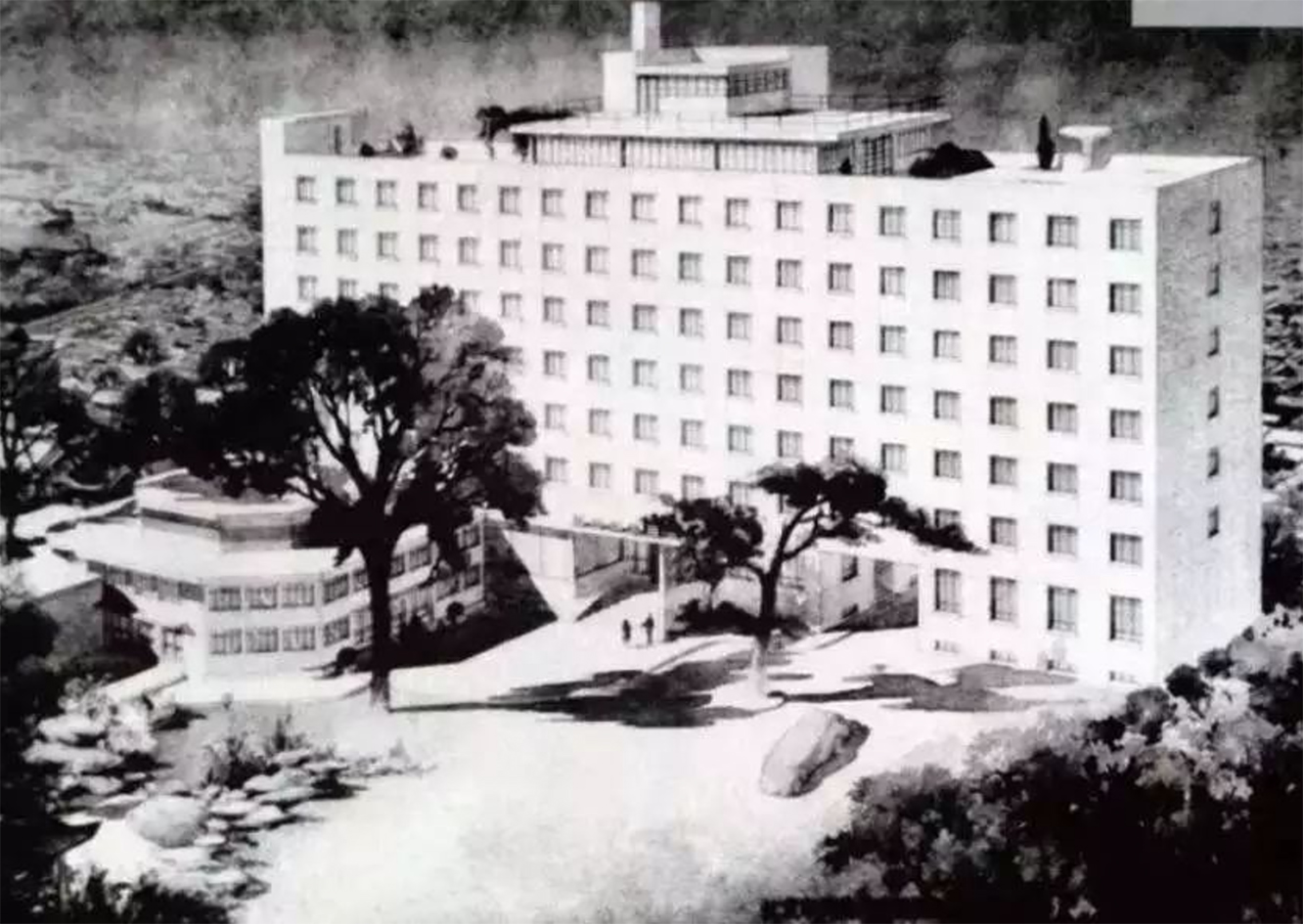
Yang Tingbao. Peace Hotel (Heping fandian), Beijing 1954. Projet, peinture.
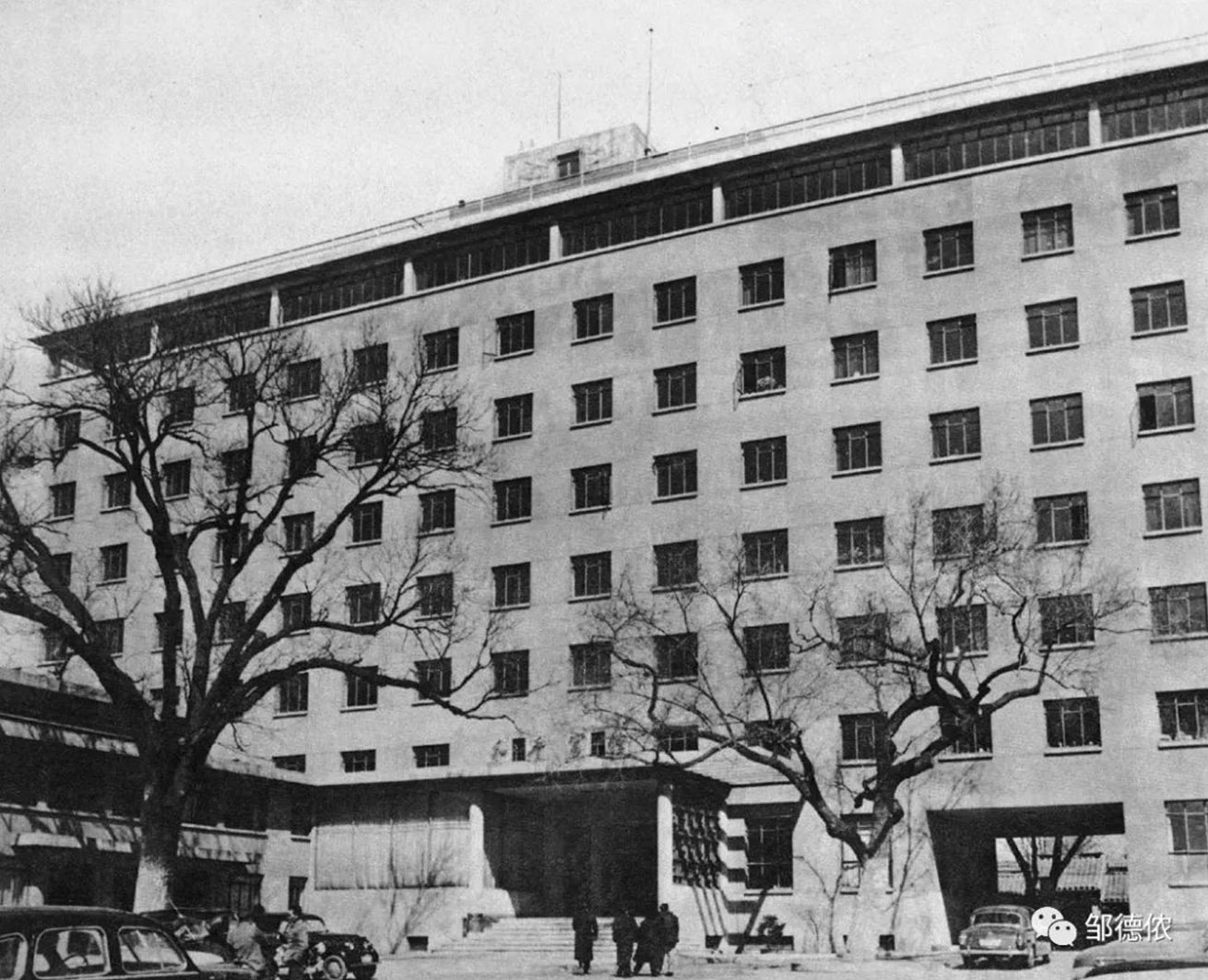
Yang Tingbao. Hôtel de la Paix. Beijing, 1954. Vue extérieure

### Amitiés sino-soviétiques et style national
L'histoire de la république populaire de Chine est marquée, dans les années 1950 jusqu'en 55-57, par un net rapprochement avec l'Union soviétique. La stratégie du plan quinquennal pour le développement socio-économique est mise en place dès 1953. Les grands modèles de l'architecture soviétique s'imposent, au moins jusqu'en 1955. C'est le cas du centre des expositions de Shanghai, premier gratte-ciel (110 m avec la flèche) construit à l'origine comme un palais dédié à l'amitié sino-soviétique. Son style éclectique assemble des références au style classique employé dans les grands édifices de l'empire russe et des innovations propres à l'architecture stalinienne, grandiloquente.
La recherche d'un style national se manifeste par de grands débats sur les « grands toits » pendant les années de reconstruction du pays (1950-60). Ce débat traverse les grands projets de l'époque, avec de lourds effets de style, tout aussi grandiloquents que leurs semblables, d'inspiration soviétique. Pour l'hôtel de l'Amitié (1953-55) destiné à l'accueil de « spécialistes » soviétiques, l'architecte Zhang Bo, ancien élève de Liang Sicheng, soucieux d'affirmer un style national, pose de vastes toits aux courbures typiquement chinoises, et sur l'entrée principale une immense toiture traditionnelle, qui lui permet d'y abriter la machinerie de l'ascenseur et des réservoirs d'eau. Avant son achèvement, en 1954, ce type d'architecture sera taxé de « modèle à éviter », au moment où se définit une politique de « lutte contre le gaspillage ». À Moscou, Khroutchev dénonce les « erreurs » de Staline, et laissera, involontairement son nom à des immeubles de logements populaires en brique ou en panneaux préfabriqués de béton, les Khrouchtchevka. La Chine va s'inspirer de ce mot d'ordre au cours des deux décennies suivantes qui vont produire, par conséquent, une architecture rigoureusement « économe », pour « le peuple ». Mais, dans les années 1980, le « toit chinois » est toujours d'actualité à Pékin, à la demande du maire Chen Xitong, le maire qui aimait les pavillons chinois.

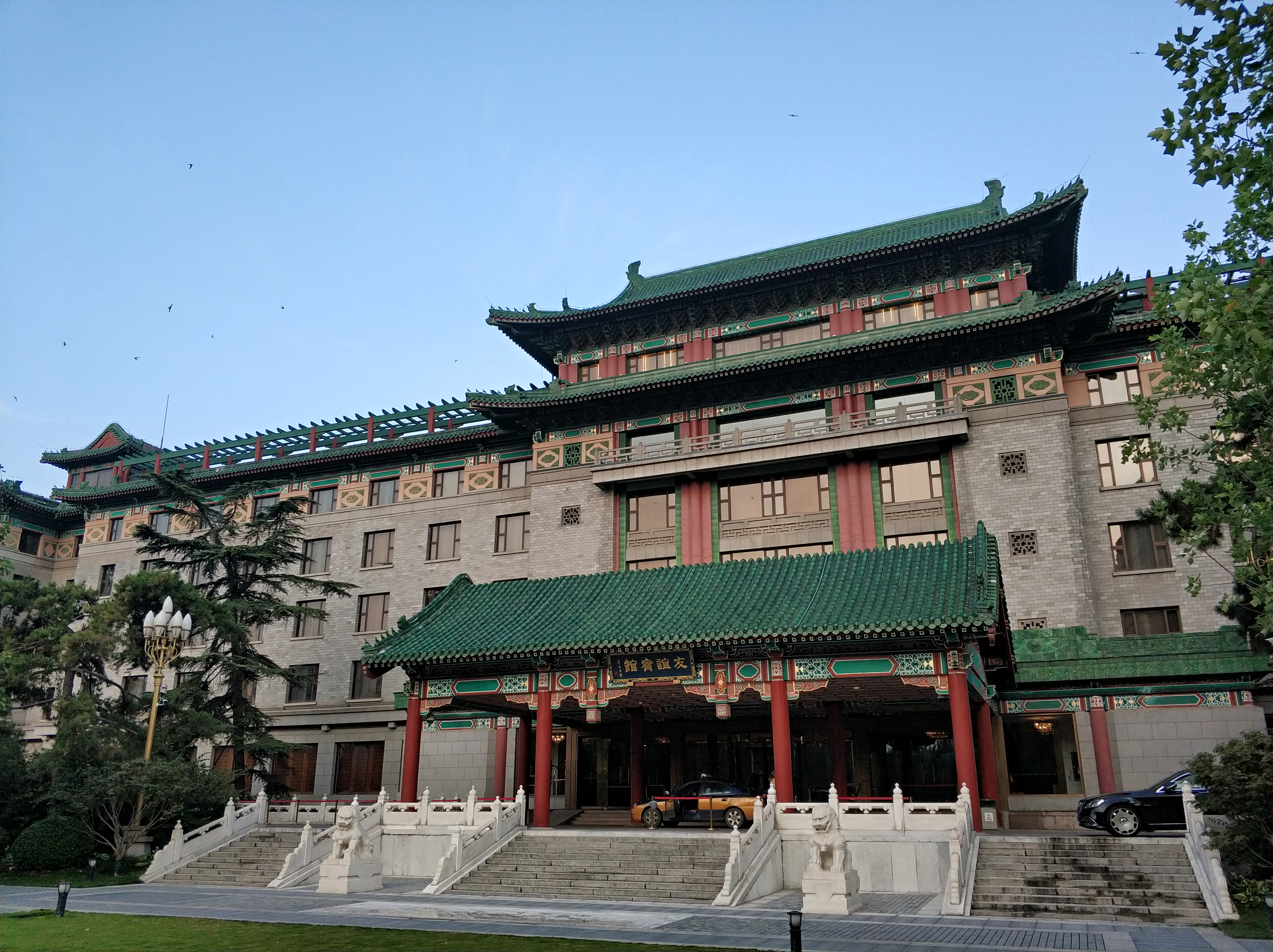
Hôtel de l'Amitié (1953-55), Beijing. Architecte Zhang Bo. (Style national)
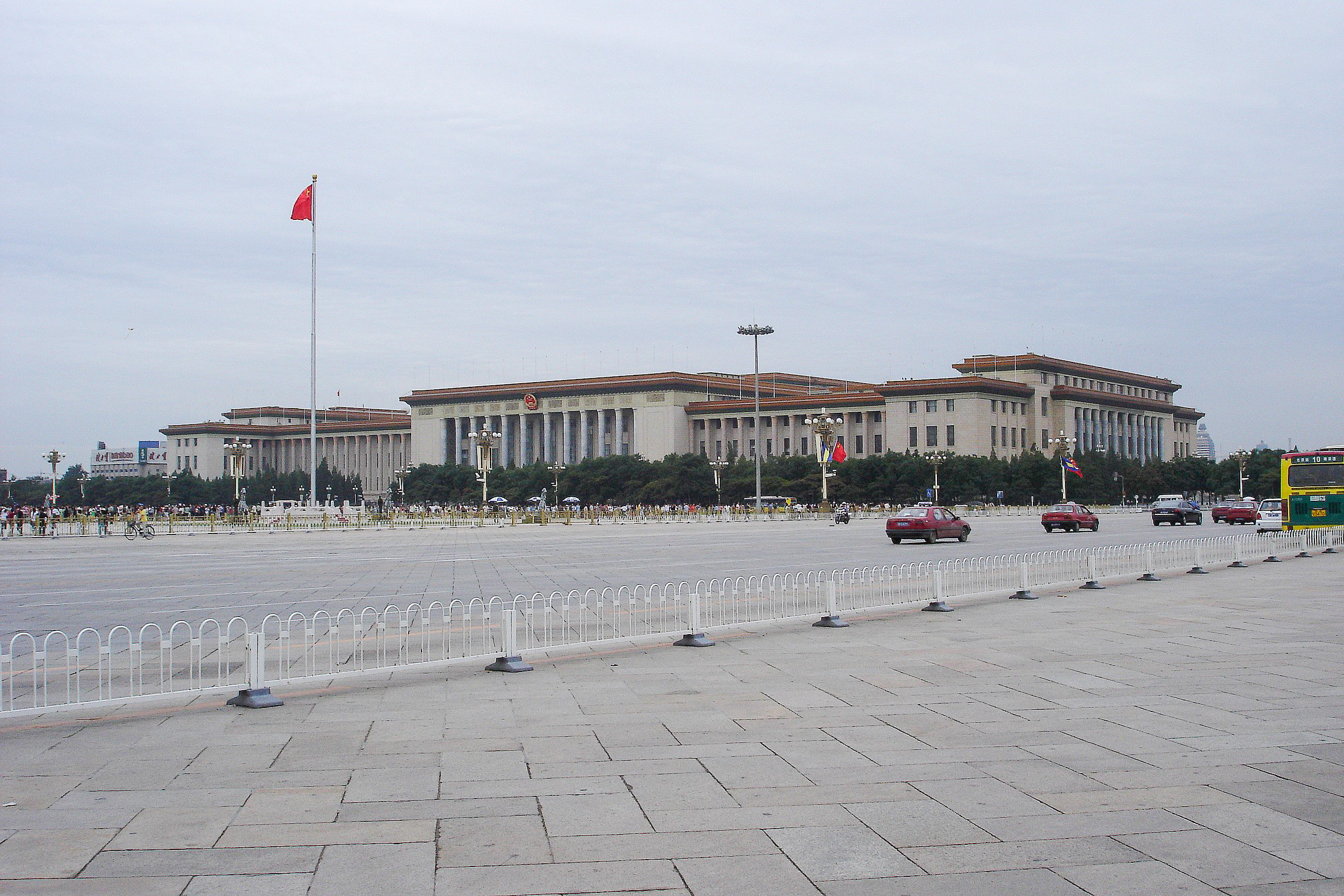
Palais de l'Assemblée du Peuple, 1959. Pékin. Architecte Zhang Bo. Ordre colossal de la colonnade classique
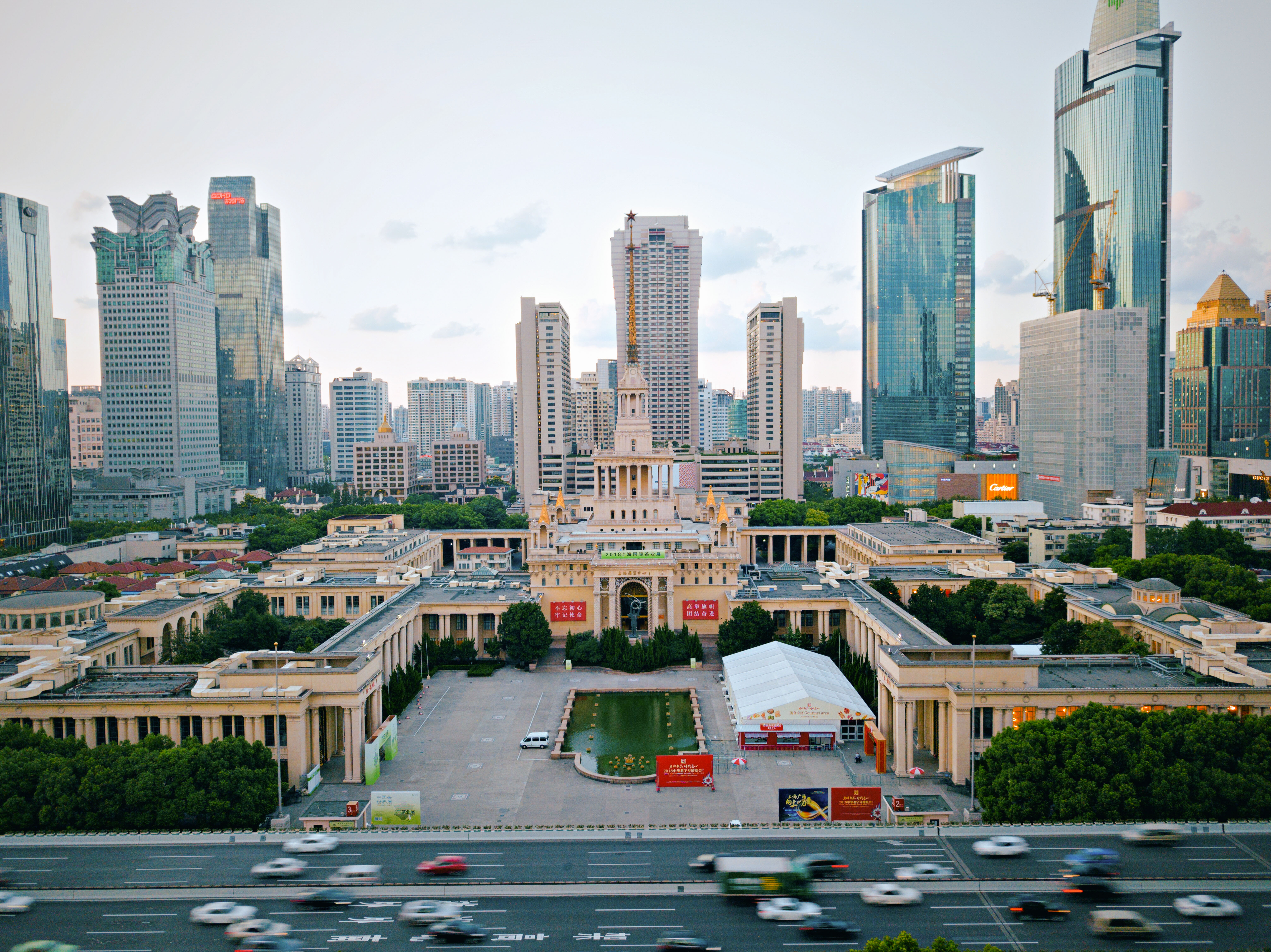
Shanghai Exhibition Center : Palais de l'amitié sino-soviétique (1955-59), en bas. Anderlev & Jislova / Chen Zhi En 2020
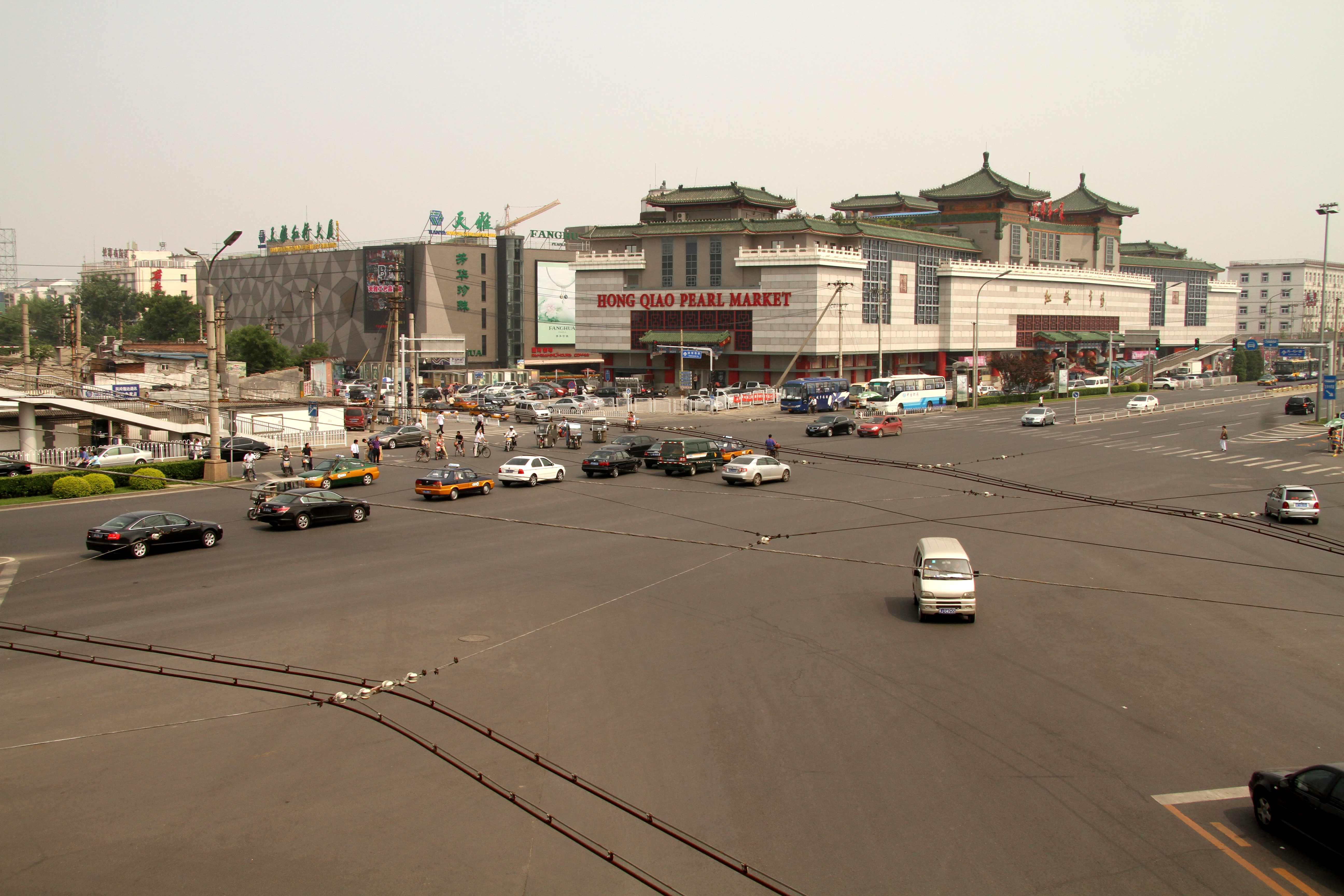
Supermarché, années 1980. Toits « chinois » demandés par le maire de l'époque à Pékin, Chen Xitong

La remise en cause du socialisme soviétique (1955-1957) ne va guère atténuer le caractère automatique de références qui apparaissent incontournables. Ainsi, parmi les exemples les plus significatifs des années 1950-1970, le Palais de l'Assemblée du Peuple, à Pékin, réalisé par Zhang Bo en 1959, se contente de reprendre le vocabulaire de l'École des Beaux Arts avec le gigantisme de l'architecture stalinienne et cet ordre colossal que l'on retrouve sur tout édifice qui est censé renforcer le prestige national.

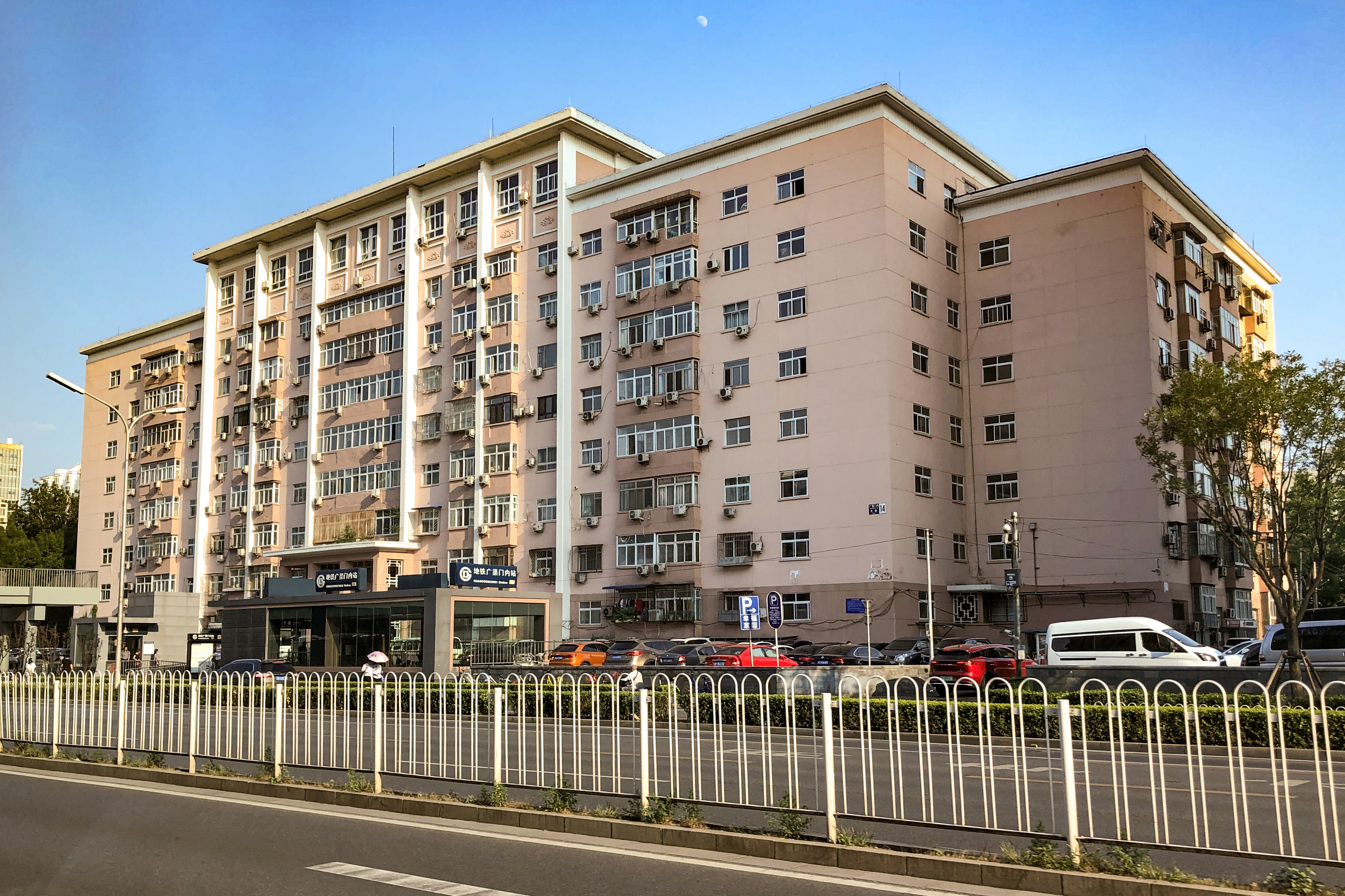
L'immeuble Anhua, modèle d'habitat moderne en 1959 à Pékin

### Système de production
Depuis 1949 et au moins jusqu'en 1995, la conception et le système de production de l'habitat urbain ont été concentrés entre les mains de quelques grands Instituts de projet. Ces Instituts rassemblent de nombreuses spécialités relatives à la construction. Le premier d'entre eux, fondé en 1952 avec seulement 100 personnes - la Société de projet de l'architecture de Shanghai - emploie plus de mille personnes dès 1954. Les architectes y sont réduits au rôle de simples employés-dessinateurs, totalement dénués de pouvoir, écartés de la conduite du chantier, du choix des matériaux et de la question du budget de construction. De la même façon, peu d'entreprises prennent en charge la promotion et la production de l'habitat urbain. Cette concentration a généré une production quasi standardisée et des ensembles résidentiels monotones.
Il a fallu attendre les années 1990 pour que s'instaurent de nouvelles pratiques, favorables à l'initiative d'architectes individuels et à la création d'agences privées.

### 1950-1980: premiers grands ensembles en périphérie, surélévations en ville
Après 1949, les mal-logés vont trouver de nouvelles normes d'hygiène en périphérie de la ville. À Shanghai on crée ainsi des xincun : il s'agit d'un habitat en bande (10 x 50 m, fin des années 1950), bordé de jardins. Il s'agit de proposer les mêmes commodités pour chacun. Dans les années suivantes, l'afflux de population nécessite de rehausser ces premières habitations, tout comme les lilong. En 1963, ces xincun ont quatre étages et l'espace entre eux se réduit. Pour ce qui est des lilong, dans les années 1950, leur « réhabilitation » se limite à plus de sanitaires et de cuisines, la démolition des adjonctions et surtout la possibilité de créer un étage de plus. Avec le temps, les lilong auront jusqu'à quatre étages. Ce ne sont plus véritablement des lilong, mais des immeubles collectifs bas.
Pour les masses des résidents en ville, entassés dans les anciens quartiers, sans eau courante ni toilettes privées, des ensembles de bâtiments résidentiels en béton prennent, à cette époque, modèle sur leurs homologues soviétiques, entourés d'espaces verts à Pékin. Mais les habitants se chargent vite d'occuper les espaces dits "verts" avec de l'auto-construction sommaire pour des hangars et des abris. Entre 1949 et 1959 ce sont 520 millions de mètres carrés qui sont construits dans ce cadre.

### 1959 et l'urbanisme avec Mao
Pour célébrer les dix ans de la République populaire de Chine, le 1er octobre 1959, dix chantiers monumentaux furent lancés auparavant, dont le Palais de l'Assemblée du Peuple, de Zhang Bo à l'Ouest, le Musée de l'Histoire de Chine (actuel Musée national de Chine) de Zhang Kaiji, à l'Est, et entre les deux, la place Tian'anmen qui couvre dès lors plus de 40 hectares. Cet espace qui s'étendait devant la porte sud de la Cité impériale, la porte Tian'anmen, dédié auparavant à des actes symboliques forts de l'Empereur, avait été ouvert au public en 1911 avec la proclamation de la République. C'était resté un lieu de festivité et de célébrations populaires. Mao en fit un vaste espace de représentation officielle, avec une capacité de mise en scène impressionnante : la parade anniversaire de 1959 a réuni plus de 100 000 participants.
En parallèle, entre la place et le Palais, l’élargissement de l’avenue Chang’an, est-ouest, fut porté à 80 mètres (10 mètres de plus que les Champs-Élysées). Ce qui n'était qu'un boulevard de 15 m. de large dans les années 1930, avait déjà 32 m. en 1950 et 50 m. cinq ans plus tard. En 1959, Mao avait décidé d'en faire un axe majeur sur 40 km., soit bien au delà des limites de la zone urbanisée de l'époque. Il faut dire que c'était aussi un acte symbolique fort, il remplaçait l'axe Nord-Sud, universellement appliqué dans tout l'ancien monde chinois, sous l'ancien régime, par un axe Est-Ouest. Cette décision de Mao Zedong faisait écho au renversement des valeurs et aux ruptures qui ont marqué le début des années 1950, jusqu'au Grand Bond en avant lancé en 1958. Dans la même ligne des gestes symboliques forts, Mao fit raser les anciennes murailles qui encerclaient la capitale.

### Habitat provisoire

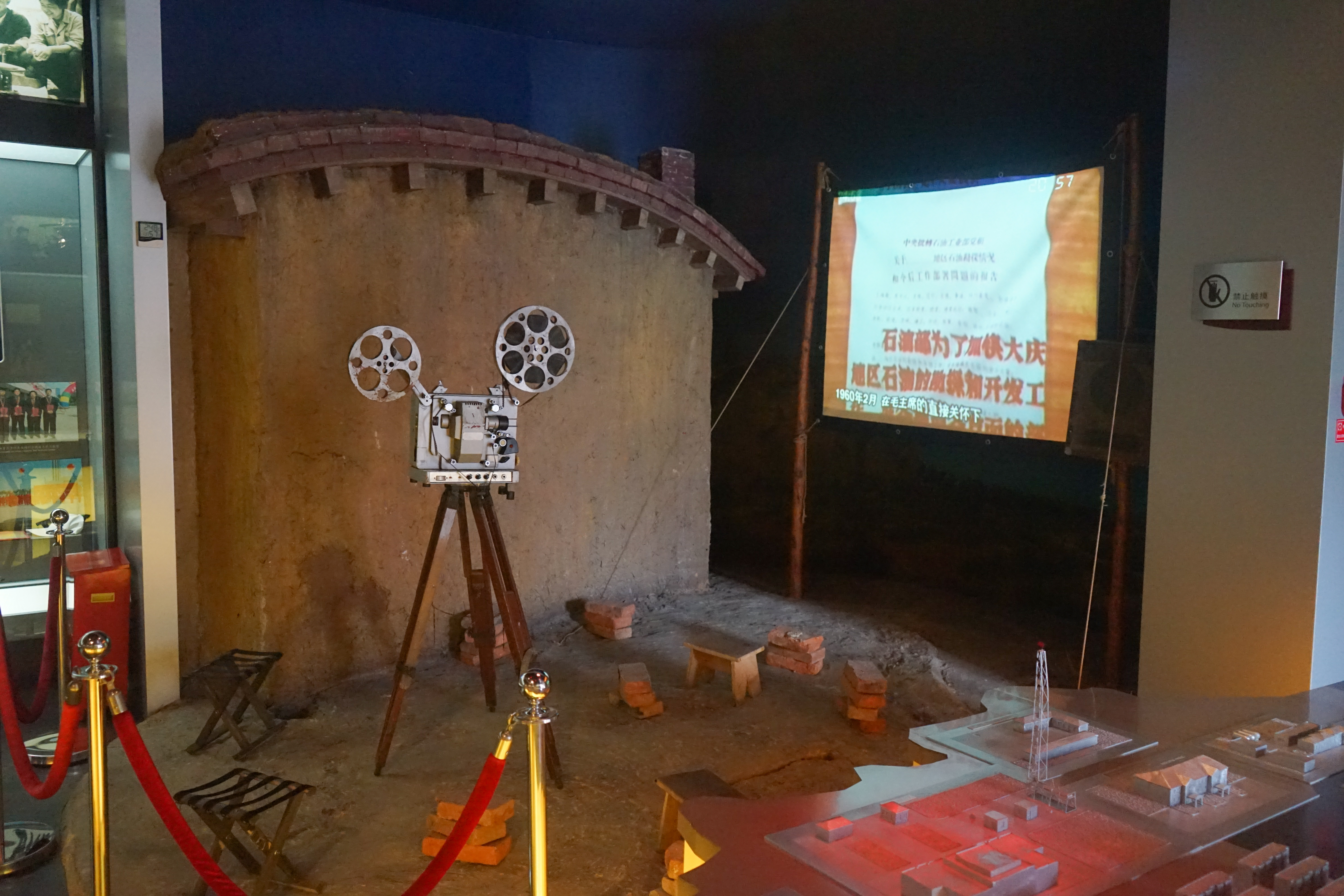
Musée du champ pétrolifère de Daqing (1960s). Au fond, reconstitution: habitat en gandalei (pisé local), brique, bois

Par ailleurs, lorsque le champ pétrolifère de Daqing impose, en 1959, la construction rapide, à grande échelle et à très peu de frais, d'habitations, d'écoles et de bureaux on fait appel à une technique locale de pisé (gandalei) avec une couverture en bois et brique, traditionnellent utilisée par les paysans de la région. Un soin particulier est porté à l'isolation multicouche du sol, idéalement en pente. C'est ce type de comportement qui est pointé par les architectes concernés en 1966 : « l'architecte doit parfaitement connaître le site et utiliser des matériaux locaux [...] Il faut collecter des informations de première main afin de pouvoir adapter les savoirs locaux tout en les enrichissant. »
Ces principes semblent trouver un écho dans les démarches d'architectes chinois des années 2010 qui vont produire à la campagne des bâtiments en harmonie avec les pratiques locales, et avec les artisans et leur savoir-faire qui subsiste encore.

### 1980 et après

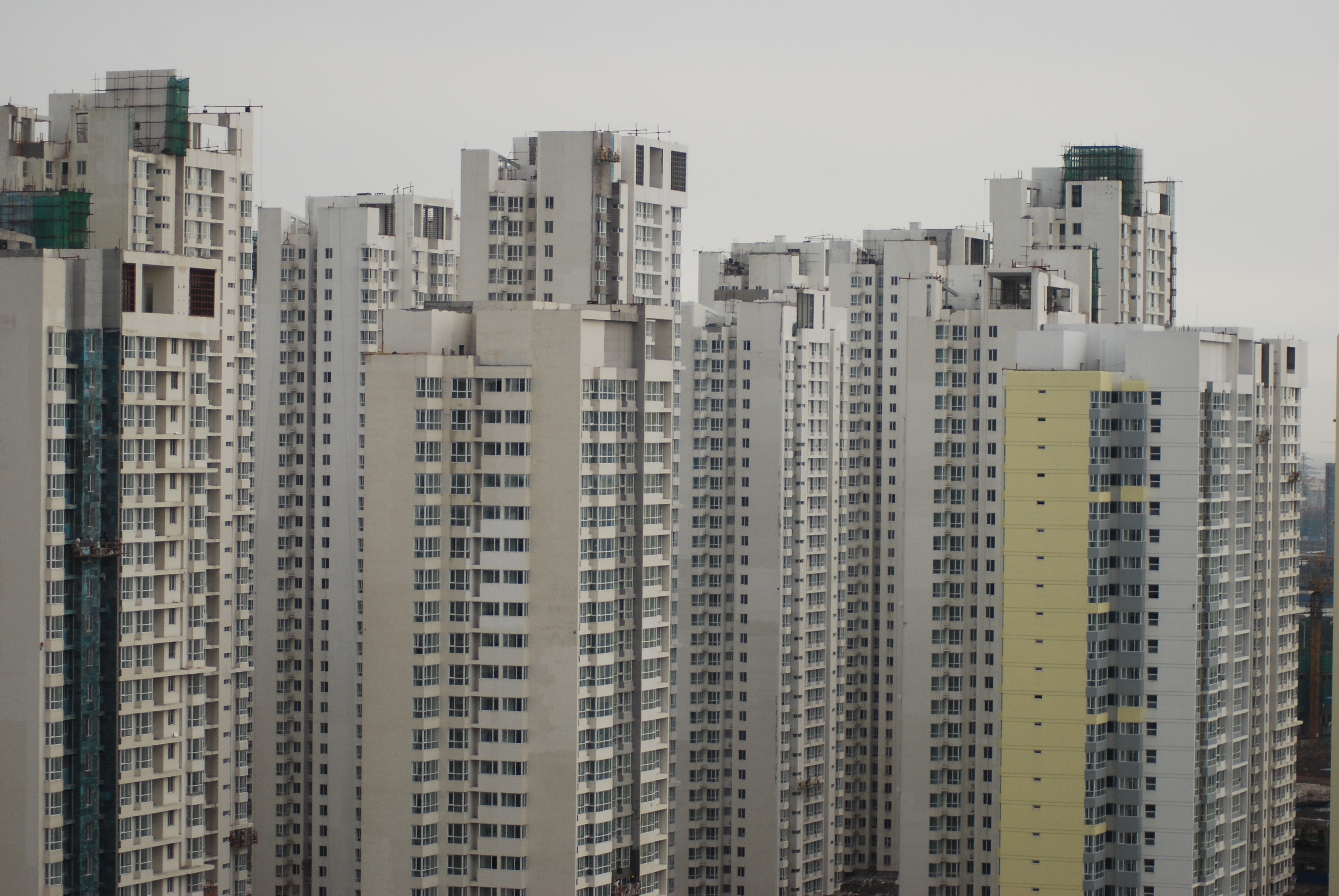
Concentration de tours d'habitation à Tianjin après 1980

Pendant la révolution culturelle (1966-1976) la construction s'arrête. Les universités d'architectures ne rouvrent qu'en 1977. Les premiers diplômés ne sortent qu'en 1982. Dans les années 1980 la préfabrication étant devenue possible, on va se mettre à tout préfabriquer, afin de construire, pense-t-on, à meilleurs coûts. Mais faute de matières premières (ferraillages, entre autres) cela s'avère une erreur d'anticipation. Néanmoins les ensembles de tours se multiplient. La surface habitable par famille est portée à 60 m2.
Dans les années 1980, 15 000 personnes, à Shanghai, ne disposent encore que de 2 m2 par personne, ou moins. 450 000 d'entre elles sont en dessous du seuil minimal national de 4 m2 par personne. L'objectif d'alors était de passer à 8 m2, mais ce projet a été vite ramené à 7,5 m2 par personne.
La densité des tours construites en périphérie est alors telle que les espaces verts sont inexistants, tout comme les lieux de récréation pour enfants, qui sont pourtant prescrits par les quotas.